# Lev Trotskij
Lev Davidovitj Trotskij (fil) (ryska: Лев Дави́дович Тро́цкий), ursprungligen Bronstein, född 7 november 1879 i guvernementet Cherson i Kejsardömet Ryssland, mördad 21 augusti 1940 i Mexico City, var en rysk (sovjetisk) politiker, revolutionär och marxistisk teoretiker av judisk härkomst.
Trotskij var som socialdemokrat ledare för Ryska revolutionen 1905 och blev bolsjevik efter februarirevolutionen 1917. Han var, tillsammans med Vladimir Lenin, en av ledarna för oktoberrevolutionen och blev folkkommissarie för utrikes ärenden (utrikesminister) i den sovjetryska regeringen ("Folkkommissariernas råd") 1917–1918.
Trotskij deltog vid fredsförhandlingarna i Brest-Litovsk. Som krigskommissarie var han ansvarig för grundandet av Röda armén och dess ledare under ryska inbördeskriget 1918–1920.
Efter Lenins död 1924 organiserade Trotskij den så kallade vänsteroppositionen inom Allryska kommunistiska partiet (bolsjevikerna) mot generalsekreteraren Josef Stalin. Kraftmätningen slutade dock med att Stalin segrade och Trotskij uteslöts ur partiet 1927 och utvisades från Sovjetunionen 1929. Han fortsatte bekämpa stalinismen inom den internationella kommunistiska organisationen Komintern, men lämnade denna år 1938 och bildade Fjärde internationalen. 
Trotskij mördades år 1940 i Mexiko City av en sovjetisk agent. 
Pseudonymen Trotskij tog han under flykten från Sibirien år 1902. Namnet kom ironiskt nog från hans fångvaktare i Odessa och skulle därefter för alltid användas istället för familjenamnet Bronstein.

## Biografi

### Uppväxt
Trotskij föddes 1879 som Lev (Lejba) Davidovitj Bronstein i en välmående judisk lantbrukarfamilj i byn Janovka, dagens Bereslavka, i guvernementet Cherson, vilket låg inom det judiska bosättningsområdet i Kejsardömet Ryssland. Hans far David var jordbrukarson och analfabet. Hans mor Anna kom från en judisk medelklassfamilj och hade en viss utbildning och litteraturintresse. Lejba var femte barnet i familjen.
Familjen Bronstein var på intet sätt typiskt judisk. De talade inte jiddisch, vilket var det brukligaste språket bland judar i Lillryssland och Nya Ryssland, utan den blandning av ryska och ukrainska (surzjyk) som var vanlig i denna del av kejsardömet. Fadern var likgiltig till eller till och med föraktfull mot religion och den judiska synagogan, och modern upprätthöll vissa judiska seder mest av konventionella skäl.
Familjen hade ambitionen och den ekonomiska möjligheten att låta sina barn få utbildning. Lev skickades som sjuåring till en tysk-judisk religiös skola i en grannby där han inkvarterades hos släktingar. Undervisningen var på jiddisch, som Lev inte förstod, och hans föräldrar lät honom sluta efter bara några månader. Under denna tid hade han dock hunnit lära sig ryska, som också undervisades på skolan. När han var nio flyttade till andra släktingar i Odessa för att gå i skolan där. Familjen han bodde hos var välutbildad och kulturintresserad, och genom dem fick Lev kontakt med både rysk och internationell litteratur och med intelligentians kritik mot tsarväldet. Odessa var en kosmopolitisk stad och skolans lärare och elever tillhörde en rad olika nationaliteter och religioner. Undervisningen skedde på ryska och var inriktad på naturvetenskap, matematik och moderna språk som tyska och franska. Han lämnade Odessa 1896 för att gå sitt sista skolår i Nikojalev. Han hade då fina betyg, ett gott självförtroende och starka känslor mot orättvisor, men hade inte mött några politiska idéer eller organisationer.

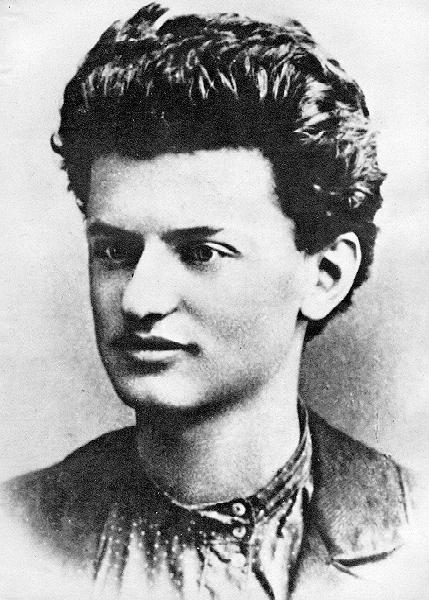
Fotografi av Trotskij (1897).

### Politisk organisering 1896–1905
I Nikolajev 1896 kom den unge Bronstein i kontakt med den revolutionära narodnikrörelsen som, främst bestående av unga studenter, förgäves försökte få den fattiga bondeklassen att resa sig mot tsardömet. Det var också här han kom i kontakt med och tog till sig marxistisk teori och dess analys av arbetarklassen som drivande i kampen för en samhällsomvälvning. Han tog initiativet till att organisera unga arbetare och studenter i Södra Rysslands Arbetareförbund och blev den nybildade organisationens självklara ledare. Förbundet var närmast att beskriva som ett fackförbund och omfattade både narodniker och marxister. Bronstein själv såg förbundet som en del av den socialdemokratiska rörelse som vid denna tid ännu inte hade splittrats i reformister och revolutionärer.
I takt med att organisationen blev allt mer uppmärksammad för sina upplysningskampanjer till ryska medborgare att ifrågasätta tsarens auktoritära styre, blev de 1898 arresterade av tsarens säkerhetstjänst. För sin delaktighet i distributionen av pamfletter och annat informationsmaterial riktat mot monarkin i Ryssland dömdes Bronstein tillsammans med över 200 fackförbundsmedlemmar till fängelse. Han hölls åren därefter fängslad på olika orter, först isolerad under svåra förhållanden men så småningom med sällskap av medfångar och tillgång till fängelsebibliotek. Han fick veta mera om den de politiska strider och diskussioner som försiggick i Ryssland och i Europa, och han hörde för första gången talas om Lenin och hans just utkomna bok Kapitalismens utveckling i Ryssland. Han blev alltmer övertygad marxist och revolutionär. Samtidigt utanför murarna hölls den första kongressen för det nybildade Rysslands socialdemokratiska arbetareparti (RSDAP). Ordet socialdemokrati var på denna tid liktydigt med socialism och medlemmarna i det nystartade partiet var marxister och revolutionärer.

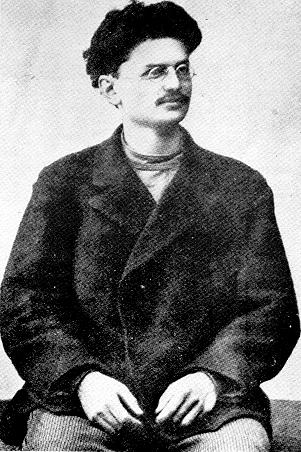
Trotskij 1900 i Sibirien.

Sommaren 1900 satt Bronstein fängslad i Moskva. Där gifte han sig med en medfånge, den sju år äldre marxisten Aleksandra Sokolovskaja som varit en av hans kamrater i den första gruppen i Nikolajev. Paret deporterades till Sibirien, där många politiskt dömda kunde leva och umgås relativt fritt. Bronstein propagerade bland dem för att den revolutionära rörelse som bestod av smågupper behövde centraliseras. Han skrev också journalistiska och litteraturkritiska essäer för en lokal progressiv tidskrift. Sommaren 1902 fick har genom den underjordiska posten ett exemplar av Vladimir Lenins skrift Vad bör göras? och andra politiska skrifter. Han bestämde sig för att fly från Sibirien för att ansluta sig till den revolutionära rörelsen i västra Ryssland. Hans hustru Alexandra accepterade att ensam stanna i Sibirien och ta ansvar för parets två små döttrar. I sitt falska pass under flykten använde Bronstein namnet Trotskij som sedan skulle följa honom genom livet. Flykten lyckades, och han tog på sig organisationsarbete inom den socialistiska rörelsen med högkvarter i Samara vid Volga. Inom kort blev han kallad till London som var centrum för de exilryska revolutionärerna och deras ledare Lenin.
I London träffade Trotskij andra socialdemokrater, samt redaktion- och utgivare av partiets tidning Iskra. Iskras redaktion,bosatt i London och i Schweiz. utgjorde i praktiken ledningen för det ryska socialdemokratiska partiet, som i hemlandet kunde verka endast underjordiskt. Förutom den 32-årige Lenin bestod redaktionen av de betydligt äldre partiveteranerna Pavel Axelrod, Vera Zasulitj och Georgij Plechanov samt Julyj Martov och Alexandr Poresov som båda var kring 30 år. Den 23-årige Trotskij var klart yngst men fick snart en ledande roll och uppmuntrades av Lenin. Trotskij skrev mycket i Iskra och reste runt i Europa för att hålla kontakt med andra exilryska socialdemokrater. I Paris träffade han den revolutionära studentskan Natalja Sedova som blev hans hustru för resten av hans liv, även om han aldrig formell skiljde sig från Sokolovskaja.
Under partiets andra kongress, 1903 i Bryssel och London bildades två fraktioner inom det socialdemokratiska partiet. De politiska skiljaktigheterna var inledningsvis små och den marxistiske historikern Isaac Deutscher menar att det mest handlade om personfrågor och mindre oenigheter kring partiets organisation. Lenin ledde bolsjevikerna ("majoritetsmän") medan Trotskij och merparten inom Iskra-redaktionen anslöt sig till mensjevikerna ("minoritetsmän"). Under 1904 försökte Trotskij få till en återförening mellan fraktionerna men misslyckades. Han ställde sig då utanför båda fraktionerna och såg sig som oberoende socialdemokrat men uppfattades utåt som mensjevik eftersom han skrev en del i Iskra.
Mensjevikerna öppnade för att samarbeta med ryska liberaler mot tsarväldet, men Trotskij tog avstånd från detta och betonade arbetarklassens roll. I början av 1904 utbröt Rysk-japanska kriget, och Trotskij argumenterade starkt mot att stödja det tsaristiska Ryssland och förutspådde att kriget skulle leda till att arbetarna gjorde revolution.

### Revolutionen 1905

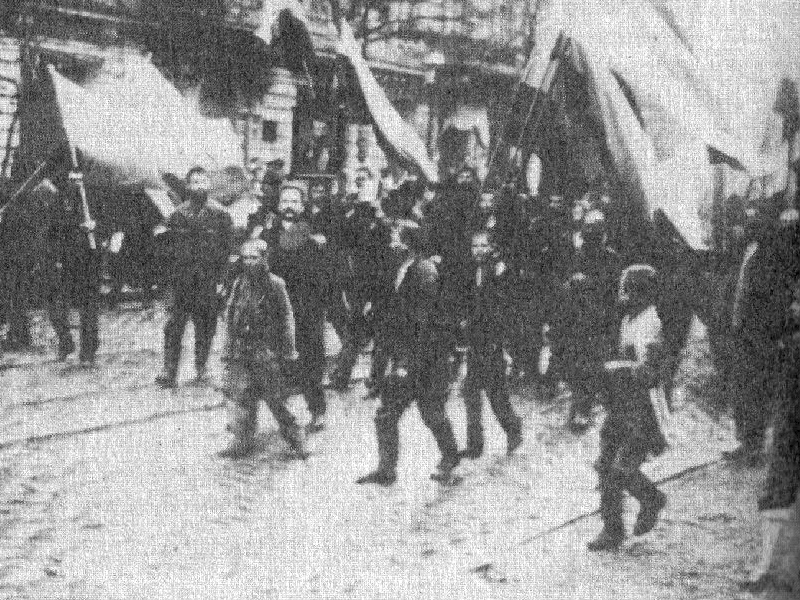
Demonstranter på väg till vinterpalatset (1905).

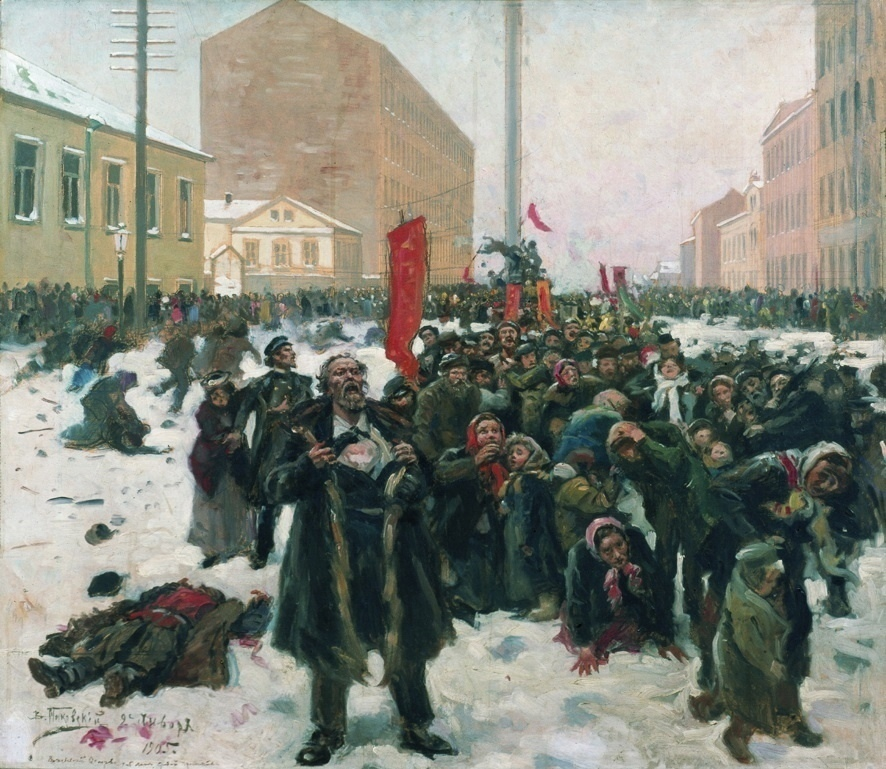
Den blodiga söndagen 9 januari 1905. Målning av Vladimir Makovsky.

I början av januari 1905 bröt revolutionen ut i Rysslands huvudstad Sankt Petersburg. Staden lamslogs av en strejk där 100 000 arbetare protesterade mot godtyckliga avskedanden och dåliga arbetsvillkor. Den 9 januari (22 januari enligt modern tideräkning), senare uppkallad "blodiga söndagen" attackerades ett fredligt demonstrationståg med gevärseld från tsarens soldater, och hundratals människor dödades och sårades. Det ledde till fortsatta strejker och protester. Trotskij såg det som början på den revolution han förutspått och tog sig på hemliga vägar tillbaka till Ryssland. Resan var extra farlig eftersom han en gång flytt från deportationen i Sibirien och riskerade att placeras i straffläger. Hans hustru Sedova åkte i förväg för att ordna med hemliga bostäder. I februari 1905 anlände Trotskij till Kiev. De övriga exilryska ledarna stannade i Västeuropa till slutet av året.
När Trotskij kom tillbaka till Ryssland hade strejkerna och upproren redan misslyckats och arbetarklassen var skrämd av polisens förtryck och avrättningar. Det politiska initiativet hade i stället tagits av den liberala medelklassen, som krävde en konstitutionell regering och andra reformer. Trotskij kunde inte framträda öppet utan ägnade sig åt att skiva, både teoretiska texter och flygblad och artiklar riktade direkt till befolkningen. Han och Sedova flyttade till Sankt Petersburg för en tid, men hon blev arresterad vid en första majdemonstration och Trotskij flydde vidare till Finland.
I mitten av oktober inleddes en generalstrejk i Petersburg. Den började med att typograferna krävde kortare arbetsdag och högre löner, och spred sig snart till andra industrier och även till landsbygden. Strejken antog snabbt en påtagligt politisk karaktär och arbetarna bildade råd (sovjeter) som var den medborgarrättslösa arbetarklassens första valde församlingar någonsin. Trotskij tog sig omedelbart tillbaka från Finland och talade i Petersburgs nybildade sovjet. Han blev snabbt de strejkande arbetarnas främsta talesperson och drev linjen att man skulle organisera arbetarna och störa och oroa sin motståndare utan att gå i direkt konfrontation. Arbetarna var inte beväpnade, och provokationer mot övermakten skulle ha lett till blodbad och demoralisering. Sovjeten fortlevde i 50 dagar och upplöstes sedan av tsarens polis, utan att göra motstånd. Trotskij och de övriga ledarna fängslades.
Rättegången mot sovjetens ledare blev till en manifestation av kampvilja. Tiotusentals arbetare skrev under resolutioner till stöd för de åtalade, med budskapet att om sovjetens ledare är skyldiga så är vi alla skyldiga. Trotskij och de övriga åtalade använde sin pläderingsrätt till att försvara sovjetens nödvändighet och avslöja det våld och övergrepp som myndigheterna utövat och planerat. Domstolen förklarade sovjetens medlemmar oskyldiga till huvudanklagelsen om uppror, men Trotskij och fjorton andra dömdes till livstids deportering till Sibirien och förlust av alla medborgerliga rättigheter. Under fångtransporten till förvisningsorten lyckades Trotskij fly, och efter en dramatisk slädfärd genom snövidderna tog han sig till Sankt Petersburg varefter han tillsammans med sin hustru och lilla son (Leon Sedov född 1906) for till Finland och sedan vidare ut till Västeuropa.

### Emigration och första världskriget 1907–1917
Trotskij och Sedova bosatte sig i Wien och fick ytterligare en son Sergei, född 1908. Trotskilj arbetade som journalist och litteraturkritiker för olika tidningar, deltog i Wiens aktiva intellektuella kulturliv och reste mycket i Europa, både journalist och för att träffa personer och grupper inom den socialistiska rörelsen. I Ryssland slog tsaren tillbaka mot både socialister och liberaler genom att tillsätta den hårdföre aristokraten Stolypin som premiärminister och ledningen för de ryska socialdemokraterna levde i exil. Trotskij försökte få bolsjeviker och mensjeviker att återförenas, men utan resultat. Splittringen blev i stället djupare och 1912 bröt sig Lenins bolsjeviker ut som ett eget parti. Isaac Deutscher menar att Trotskij i de flesta frågor stod närmare bolsjevikerna men att det fanns en ömsesidig och långvarig misstro och ovänskap mellan Trotskij och Lenin och att Trotskij lät sin argumentation färgas av detta. Samtidigt var han, enligt Deutscher, alltför fäst vid sina mensjevikvänner för att lämna dem och alltför rastlös för att kunna stanna hos dem.
De ryska socialisterna hade mycket kontakt med sina europeiska motsvarigheter inom den andra internationalen, där tysken Karl Kautsky hade en tydlig ledarställning. När första världskriget bröt ut i juli 1914 tog de flesta medlemspartierna ställning för sina respektive regeringars krigspolitik och internationalen föll sönder. Det tyska partiet menade att det var en progressiv mission för det kapitalistiska Tyskland att krossa det reaktionära tsardömet i Ryssland.De allra flesta ryska emigranterna tog tvärtom ställning mot kriget.Trotskij formulerade utifrån detta nödvändigheten av en proletär revolution som enda sättet att skapa en hållbar fred. Kriget var, menade han, en följd av den kapitalistiska imperialismens behov av att expandera utöver nationalstaternas snäva ramar. Lenin framförde liknande tankar.
Österrike-Ungern och Ryssland var nu fiender, och ryska emigranter i Wien riskerade att interneras. Trotskij och hans familj flydde till det neutrala Schweiz som blev tillflyktsorten även för andra ryska revolutionärer som bott i Tyskland och Österrike. Tidningen Kievskt tänkande utsåg snart Trotskij till krigskorrespondent i Paris. Där blev han också den ledande inom redaktionen för den ryskspråkiga socialistiska dagstidningen Nasje Slovo ("Vårt ord") som producerades nästan helt av frivilliga krafter och blev ett viktigt forum för debatten mellan ryska exilrevolutionärer från olika grupperingar.
Socialister som motsatte sig kriget samlades i september 1915 till Zimmerwaldkonferensen för att stärka sin internationella solidaritet. På konferensen deltog trettioåtta delegater från elva länder, bland dem Lenin för de ryska bolsjevikerna, Axelrod från mensjevikerna och Trotskij som oberoende socialdemokrat. Trotskij skrev ett uttalande som gjorde den kapitalistiska ordningen, regeringarna och de självbedragna socialistpartierna ansvariga för kriget och uppmanade det arbetande folket att vakna upp ur sin chauvinism och hejda slakten. Konferensen antog uttalandet som kom att bli grunden för den socialdemokratiska vänsterns fortsatta arbete och ställningstaganden.
I slutet av 1916 utvisades Trotskij från Frankrike, som var allierat med Ryssland. Via Spanien reste han och hans familj till USA och mottogs i januari 1917 av den ryska socialistkolonin i New York. Han började omedelbart skriva i deras dagstidning och föreläsa om Zimmerwaldrörelsen. Men redan efter två månader lämnade han USA för att ansluta sig till den revolution som i februari utbröt i Ryssland.

### Revolutionsåret 1917

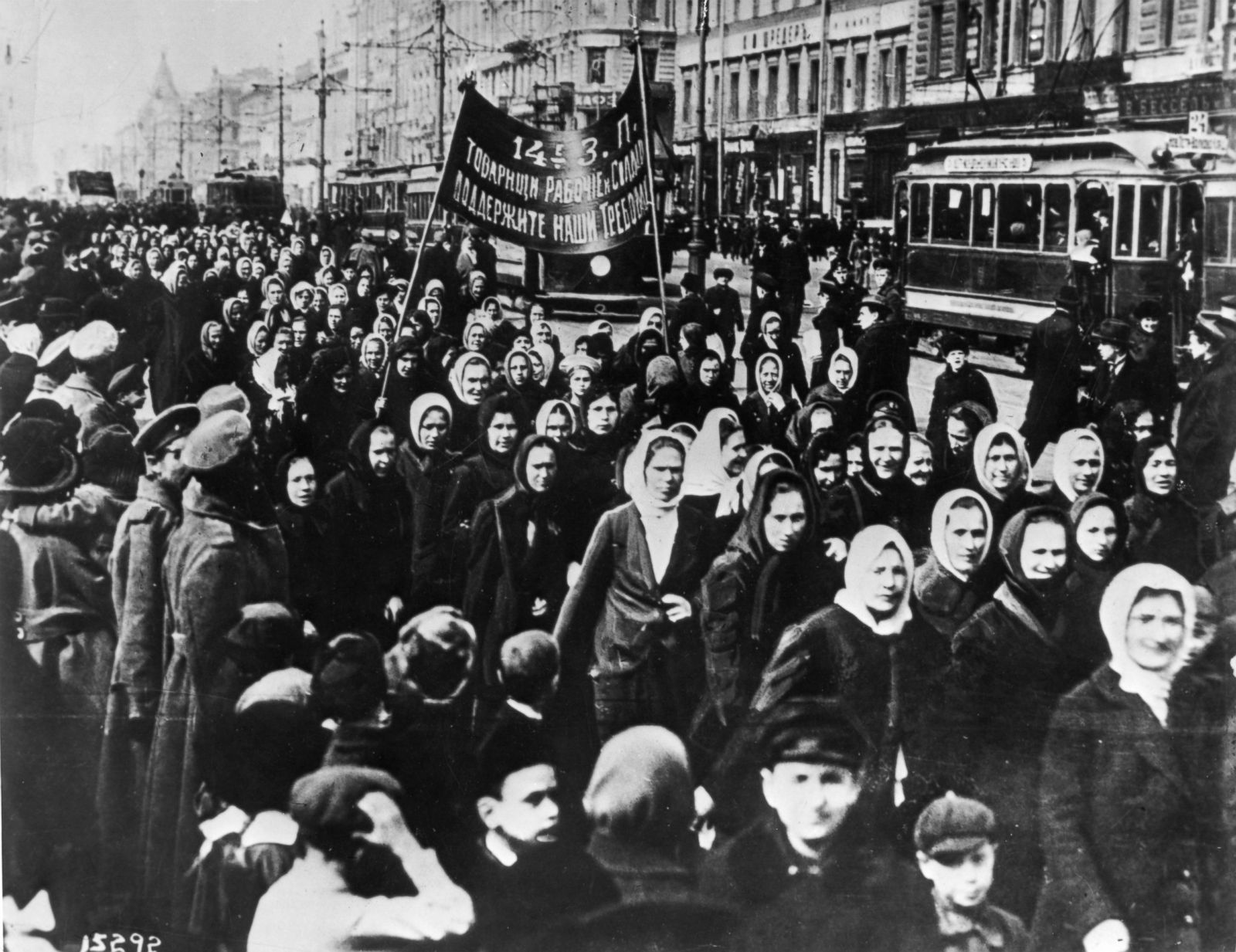
Internationella kvinnodagen 8 mars 1917 i Petrograd.

#### Februarirevolutionen
Den ryska februarirevolutionen började i Petrograd som en massiv spontan protest mot dåliga levnadsvillkor och enorma klasskillnader och mot kriget, som hade kostat 1,7 miljoner ryska soldater livet, sårat åtminstone 5 miljoner och lämnat 2,5 miljoner som saknade eller tillfångatagna. Den genomfördes av arbetare och soldater som återupplivade sovjeten - arbetarrådet - som sin demokratiskt valda organisation. Revolutionen välkomnades av stora delar av borgarklassen som ville se tsarens envälde ersatt av en modern demokrati. Tsaren tvingades abdikera och det tillsattes en provisorisk regering som leddes av aristokraten Georgij Lvov och främst bestod av representanter från borgerliga partier. Socialrevolutionären Aleksandr Kerenskij var justitieminister samtidigt som han ingick i Petrogradsovjetens ledning. Sovjetens ledare stödde inledningsvis regeringen och anslöt sig till åsikten att Ryssland var moget endast för en borgerlig revolution och inte för en socialistisk.

#### Dubbelmakt

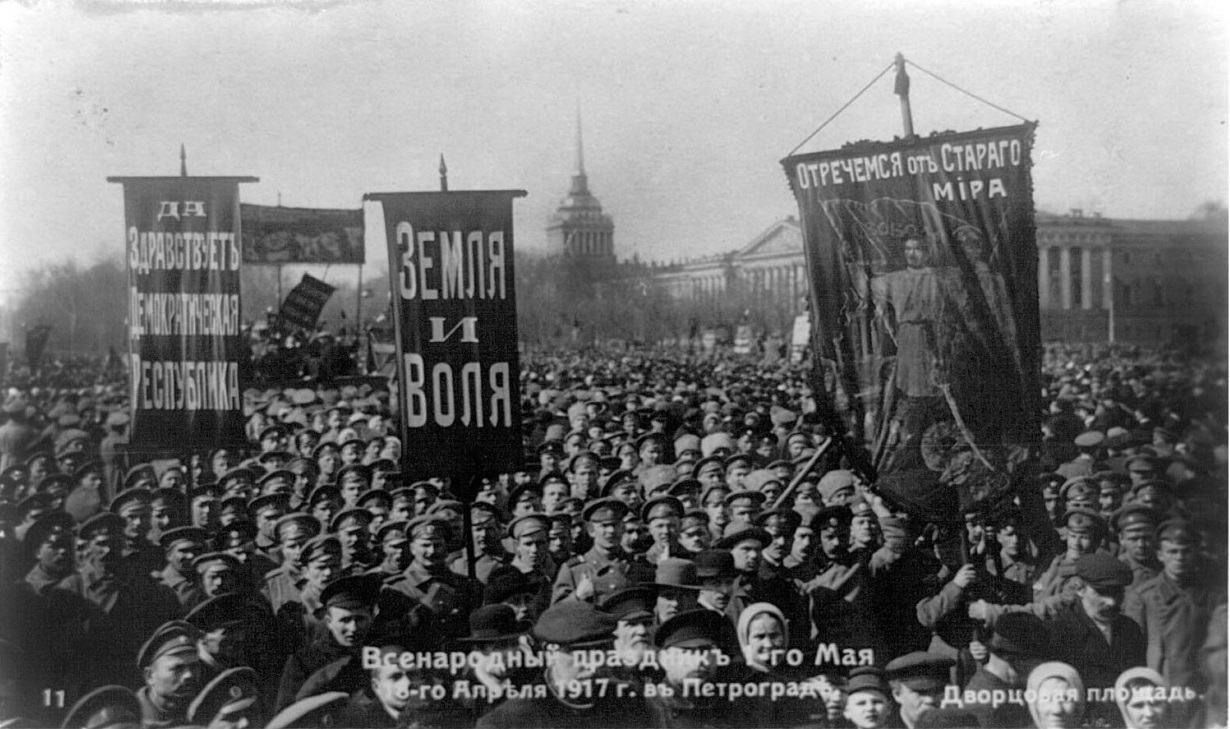
1 maj i Petrograd 1917.

Revolutionen var inte planerad eller ledd av något parti, och Trotskij och andra revolutionärer i exil lyckades ta sig tillbaka till Ryssland först när händelserna redan hade gått ganska långt. Lenin anlände i mitten på april via ett plomberat tåg genom det neutrala Sverige. Trotskij kom till Petrograd först i början av maj, eftersom hans resa från USA blivit fördröjd när hans fartyg stoppades av brittiska flottan och han internerades på ett kanadensiskt interneringsläger för tyska krigsfångar i Halifax. Under tiden hade det etablerats vad som kan kallas "dubbelmakt" där arbetare och soldater såg sovjeten som en större auktoritet än den provisoriska regeringen. När det visade sig att regeringen ville fortsätta kriget återuppstod spänningar mellan olika delar av den socialistiska rörelsen. Både Lenin och Trotskij deklarerade redan innan de kom till Ryssland att kriget måste avslutas, och Trotskij var övertygad om att den påbörjade ryska revolutionen skulle följas av en revolution även i Tyskland.
Trotskij kom till Petrograd mitt i en konflikt mellan sovjeten och den provisoriska regeringen. Regeringen ville fortsätta kriget och var mån om fortsatt goda relationer med sin allierade Frankrike. Sovjetens mensjevikiska och socialrevolutionära ledning ville få slut på kriget och drev igenom att regeringen ombildades till en koalition med socialistiska och borgerliga ministrar. Både Trotskij och bolsjevikerna var tveksamma till detta försök till maktdelning och Trotskij uttryckte tydligt att revolutionens nästa steg borde vara att överföra hela makten till de folkvalda sovjeterna. Allt fler sovjeter bildades runt om i landet och i juni samlades den första allryska sovjetkongressen med 822 röstberättigade delegater. Kongressen, som dominerades av socalrevolutionärer och mensjeviker, uttalade sitt förtroende för den provisoriska regeringen och förkastade bolsjevikernas resolutionsförslag om att alla makt skulle överföras till sovjeterna.
Även när sovjeterna i övriga Ryssland stödde regeringen så började arbetarna och sovjeterna i storstäderna Petrograd och Moskva att allt mer sluta upp bakom bolsjevikerna och Trotskij mot kriget och för parollen "all makt åt sovjeterna". I början av juli hölls stora och hotfulla demonstrationer mot regeringens planer på en ny stor offensiv i Galicien. Lenin hävdade att demonstrationen var spontan, men myndigheterna såg den som ett försök från bolsjevikpartiet att ta makten. Regeringslojala trupper togs till Petrograd, bolsjevikernas tidning Pravda stängdes och det utgick arresteringsorder mot de tre främsta bolsjevikledarna. Kamenev greps medan Lenin och Zinovjev lyckades fly till Finland. Efter några dagar misslyckades offensiven i Galicien, vilket ledde till en regeringskris där Lvov avgick och Kerenskij blev premiärminister. Trotskij deklarerade öppet att han stod för samma uppfattning som de tre bolsjevikledarna och att det därmed var ologiskt att arrestera dem men undanta honom. Snart arresterades även Trotskij och hölls i fängelse till i september.
Både Lenin och Trotskij insåg att deras syn på revolutionens klasskaraktär och internationella inriktning närmat sig varandra. Redan i maj hade Lenin bjudit in Trotskij och hans grupp att förenas med bolsjevikpartiet, men då fått nej. En avgörande fråga var vad partiet skulle kallas - Lenin ville behålla det förtroende som byggts upp kring namnet "bolsjevik" medan Trotskij ville markera en ny enighet på lika villkor och under nytt partinamn. Efter händelserna i juli ändrade sig Trotskij och blev, tillsammans med 4000 anhängare, medlem i bolsjevikpartiet. Han valdes in i centralkommittén och i september utsågs han till en av partiets huvudredaktörer.

#### Ökat stöd för bolsjevikerna
De delar av armén som inte aktivt deltog i världskriget var en viktig maktfaktor på hemmaplan. Missnöjet med kriget var utbrett bland de meniga och det bildades sovjeter bland soldaterna. De högre officerarna däremot stödde ofta tsaren och såg den provisoriska regeringen som alltför eftergiven mot revolutionärerna. Matroserna på flottbasen Kronstadt hade redan direkt efter februarirevolutionen revolterat mot krigsministeriet, som då leddes av Kerenskij. Trotskij hade framgångsrikt försvarat dem mot bestraffning och de såg därefter Trotskij som sin ledare. I augusti gick överbefälhavaren general Kornilov till direkt angrepp mot regeringen och beordrade sina trupper att inta Petrograd. För att förhindra en statskupp vädjade Kerenskij till bolsjevikerna att påverka Kornilovs trupper att överge sina befäl och bad Kronstadts matroser att komma till hans försvar. Matroserna skickade en delegatikon till Trotskij i fängelset och bad om råd - skulle de lyda Kerenskij eller vända sig mot både honom och Kornilov? Trotskij svarade att tiden ännu inte var kommen för en konfrontation med Kerenskij, och matroserna följde hans råd. Kuppförsöket avvärjdes och Kornilov besegrades genom att hans trupper lyssnade på bolsjevikernas agitation och övergav honom utan att avlossa ett skott. Händelsen stärkte förtroendet för bolsjevikerna, som i början av september hade majoritet i sovjeterna i Petrograd, Moskvas och andra industristäder. Samtidigt hårdnade krigssituationen, tyska flottan var aktiv i Finska viken och det ryktades att Kerenskijs regering tänkte fly till Moskva och låta tyskarna återupprätta lag och ordning i Petrograd.
Trotskij släpptes ur fängelset och valdes i september till ordförande i Petrograds sovjet. I sitt öppningstal krävde han att Kerenskij skulle avgå och regeringsmakten överföras till sovjeternas kongress. Inom bolsjevikpartiets centralkommitté argumenterade Lenin och Trotskij för ett uppror där sovjeterna skulle gripa makten, medan Zinovjev och Kamenev befarade att det skulle leda till ett katastrofalt nederlag. Både Lenin och Trotskij grundade sin optimism i tron att en rysk revolution skulle bli inledningen på en europeisk revolution. Den 9 oktober beslöt centralkommittén att förbereda ett väpnat uppror. Några dagar senare bildade Petrogradsovjeten en "militär-revolutionär kommitté" som under ledning av Trotskij skulle vidta de militära förberedelser för revolutionen.

#### Oktoberrevolutionen
Under de kommande veckorna arbetade Trotskij med att förbereda revolutionen. Han och de skickliga agitatorerna Lunatjarskij, Kollontaj och Volodarskij anordnade möten, besökte fabrikskommittéer och garnisoner och förberedde arbetare och soldater på "stora händelser". Han gav order till arsenalen om att dela ut 5000 gevär till civila rödgardister, och i och med att ordern åtlyddes fick han besked om att han hade soldaterna på sin sida. Han förmådde den allryska sovjetkommittén att sammankalla en kongress, som skulle öppnas i Petrograd den 25 oktober. Dagen före kongressen kom Lenin till Petrograd från sitt gömställe i Finland för att tillsammans med Trotskij leda resningen.
På morgonen samma dag gick Petrogradssovjetens och bolsjevikernas styrkor till aktion. De besatte huvudstadens nyckelpunkter och tog kontroll över matvarulagren och post-, telegraf- och järnvägsförbindelserna. Den provisoriska regeringens medlemmar tillfångatogs eller flydde. När den allryska sovjetkongressen öppnades samma kväll förkunnade den att all makt i hela Ryssland överfördes till sovjeterna och deras arbetar-, bonde- och soldatdeputerade. Nästa kväll antog kongressen dekret om fred och om jordreform och tillsatte en ny regering, kallad folkkommissariernas råd.
Maktövertagandet hade skett nästan utan blodspillan. Historikern E.H. Carr ser den som ett resultat av Lenins långsiktiga strategi och bygge av bolsjevikpartiet, i kombination med Trotskijs konkreta planeringsförmåga, energi och ledaregenskaper.

### Vid makten 1917–1924

#### Fred jord bröd

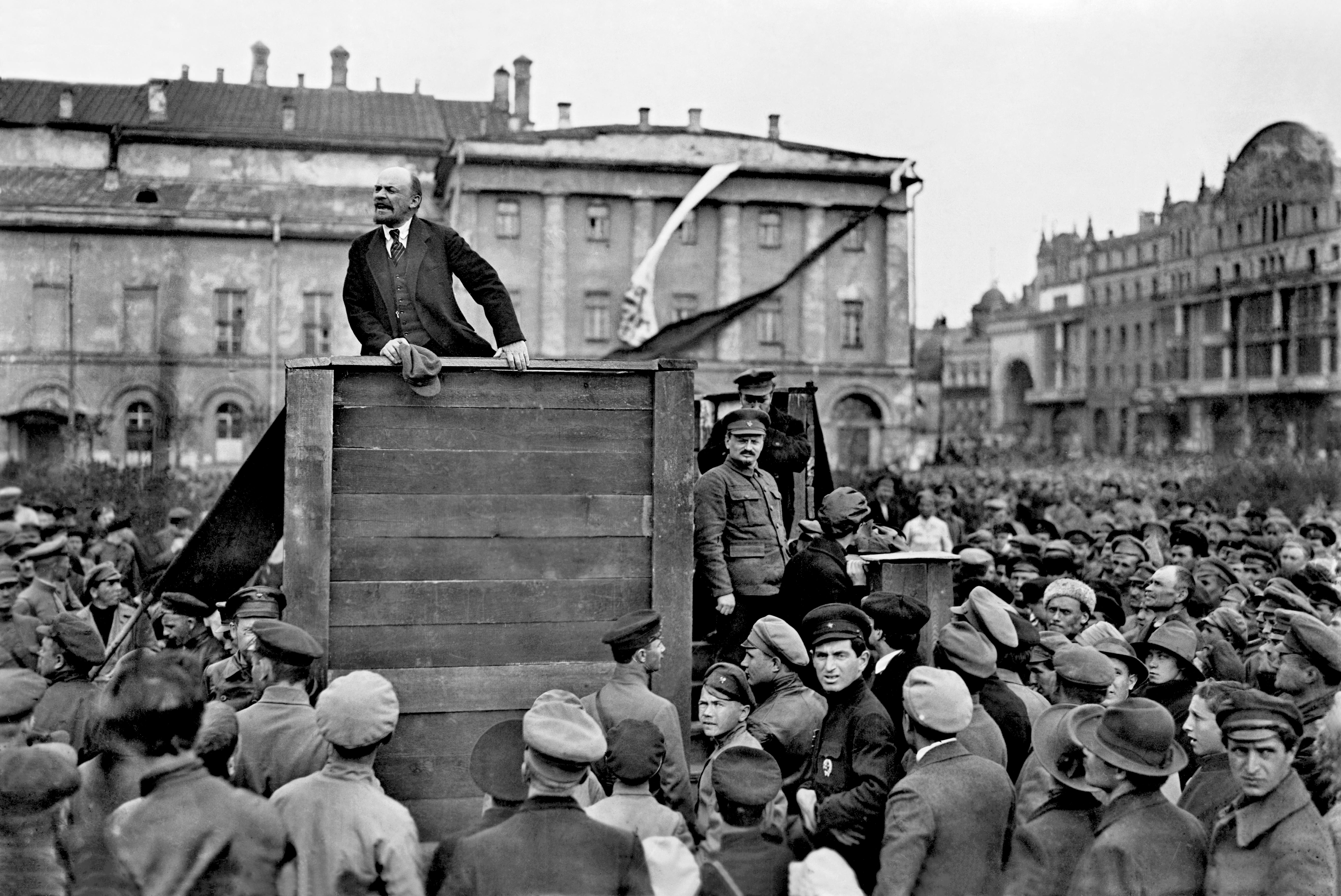
Lenin talar i Moskva i maj 1920. Trotskij står till höger om talarstolen.

Den första sovjetregeringen var sammansatt av enbart bolsjeviker. Den enda partigrupp som förutom bolsjevikerna hade erkänt sovjeternas kongress som organ för hela den konstitutionella makten var socialrevolutionärernas vänster. De valde först att stå utanför regeringen, men efter några veckors diskussion om olika koalitioner ombildades regeringen så att även denna grupp ingick. Lenin utsågs till rådets ledare och föreslog att Trotskij skulle ta hand om de inrikes angelägenheterna, ett kommissariat som skulle leda kampen mot kontrarevolutionen. Trotskij avböjde och blev i stället kommissarie för utrikes angelägenheter. Lenin och Trotskij var allmänt erkända som partiets ledande auktoriteter. Trots sina tidigare strider hade de nu ett gott förhållande, men deras personligheter var mycket olika. Isaac Deutscher beskriver Lenin som anspråkslös och reserverad, medan Trotskij präglades av "vulkanisk lidelse". I bolsjevikpartiets centrala ledning fanns också Sverdlov och Stalin, som båda var goda organisatörer och hade arbetat underjordiskt i Ryssland under många år.
Den nya regeringens löfte var att ge folket fred, jord och bröd, löften som delvis stod i motsättning mot varandra. Frågan om jord innebar att lågadelns gods delades upp i små bondeägda jordbruk. Detta hade till stor del redan genomförts av bönderna under revolutionen och sanktionerades nu av den nya regeringen. För bönderna innebar det en stor framgång att äga i stället för att arrendera, men uppdelningen på uppskattningsvis 25 miljoner småjordbruk innebar låg effektivitet och därmed begränsad möjlighet att förse stadsbefolkningen med mat.
För industriarbetarna och stadsbefolkningen förutsatte "bröd" en industriell utveckling och tillväxt, och kunskapen och kapitalet för detta låg i privata händer. Trots att de som princip ville se gemensamt ägd industri hade bolsjevikerna inte råd att genast försöka förstaliga industrin. Liksom för jordbruket ställdes de dock inför en situation där de inte hade mycket val. Under loppet av 1917 hade arbetarkommittéerna redan tagit över mycket av makten i fabriker och gruvor, och regeringen måste göra slut på maktdualismen inom industrin genom att även formellt ta ifrån kapitalisterna äganderätten. Att detta åtminstone kortsiktigt hämmade den ekonomiska utvecklingen var ofrånkomligt.

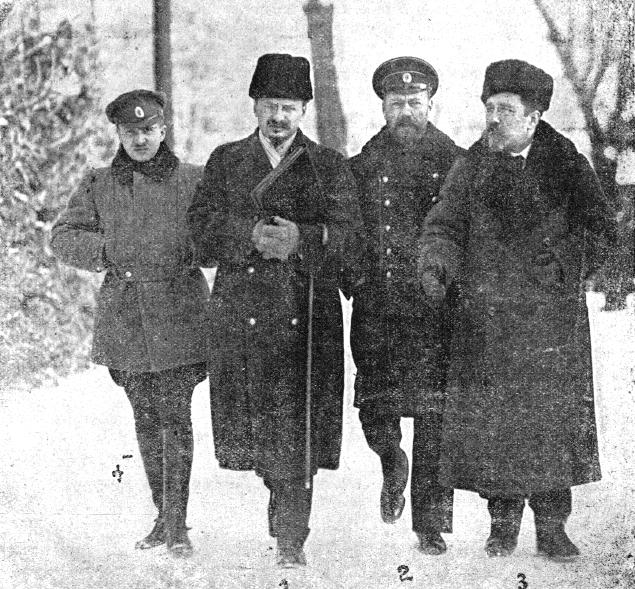
Trotskij (nr 2 från vänster) och Kamenev (längst till höger) vid förhandlingarna i Brest-Litovsk.

Frågan om fred blev Trotskijs uppgift att lösa. Tysklands trupper avancerade allt längre in i Ryssland och den nya sovjetregeringen ville sluta fred så fort som möjligt. Bolsjevikerna hoppades att revolutionen skulle fortsätta i Tyskland och övriga Västeuropa och att de olika ländernas arbetare skulle vägra fortsätta slakta varandra vid fronten. Han offentliggjorde tsarens och Kerenskijregeringens planer på att efter en rysk seger ta över Galicien och Balkan, för att på så vis avslöja krigets imperialistiska karaktär. Men samtidigt fanns möjligheten att det inte skulle bli någon fortsatt revolution, och därför måste han förhandla med den tyska kaiserns diplomater. Han försökte förgäves få Rysslands allierade Frankrike och Storbritannien att gemensamt förhandla om en fred med Tyskland och de övriga centralmakterna. När det inte lyckades påbörjades förhandlingar om en separatfred.
Trotskij krävde att Tyskland skulle lämna Polen och de baltiska staterna, som tillhört Tsarryssland och som Tyskland ockuperat under kriget. Han deklarerade också att Ukraina, som fortfarande var en del av Ryssland, hade frihet att välja självständighet. När förhandlingarna bröt samman och Tyskland återigen gick till anfall hade bolsjevikerna att välja mellan återupptaget krig eller en fred på oacceptabla villkor. Lenin var för freden, en annan grupp inom partiet stödde tanken på ett revolutionärt krig och Trotskij stödde motvilligt Lenins linje som det mindre onda. Ett fortsatt krig riskerade, menade de, att omintetgöra stödet för revolutionen genom att svika dess främsta löfte. Dessutom saknades den militära och materiella styrka som skulle krävas för en seger. Genom freden i Brest-Litovsk förlorade den nya sovjetstaten kontrollen över Finland, Baltikum, ryska Polen, Ukraina och delar av Kaukasien. För Trotskij, som hoppats på att den tyska revolutionen skulle ha ändrat hela situationen, var freden på dessa villkor ett bittert misslyckande. Den ledde till slitningar inom bolsjevikpartiet och socialrevolutionärerna fördömde freden som ett förräderi och lämnade regeringen. När freden var undertecknad avgick Trotskij som utrikeskommissarie men inom kort utnämndes han till krigskommissarie. Freden skulle inte bli varaktig.

#### Inbördeskrig

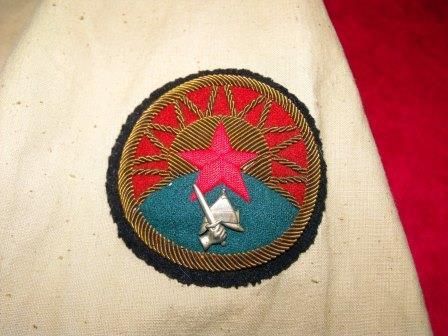
Uniformsemblem, Röda armén 1923.

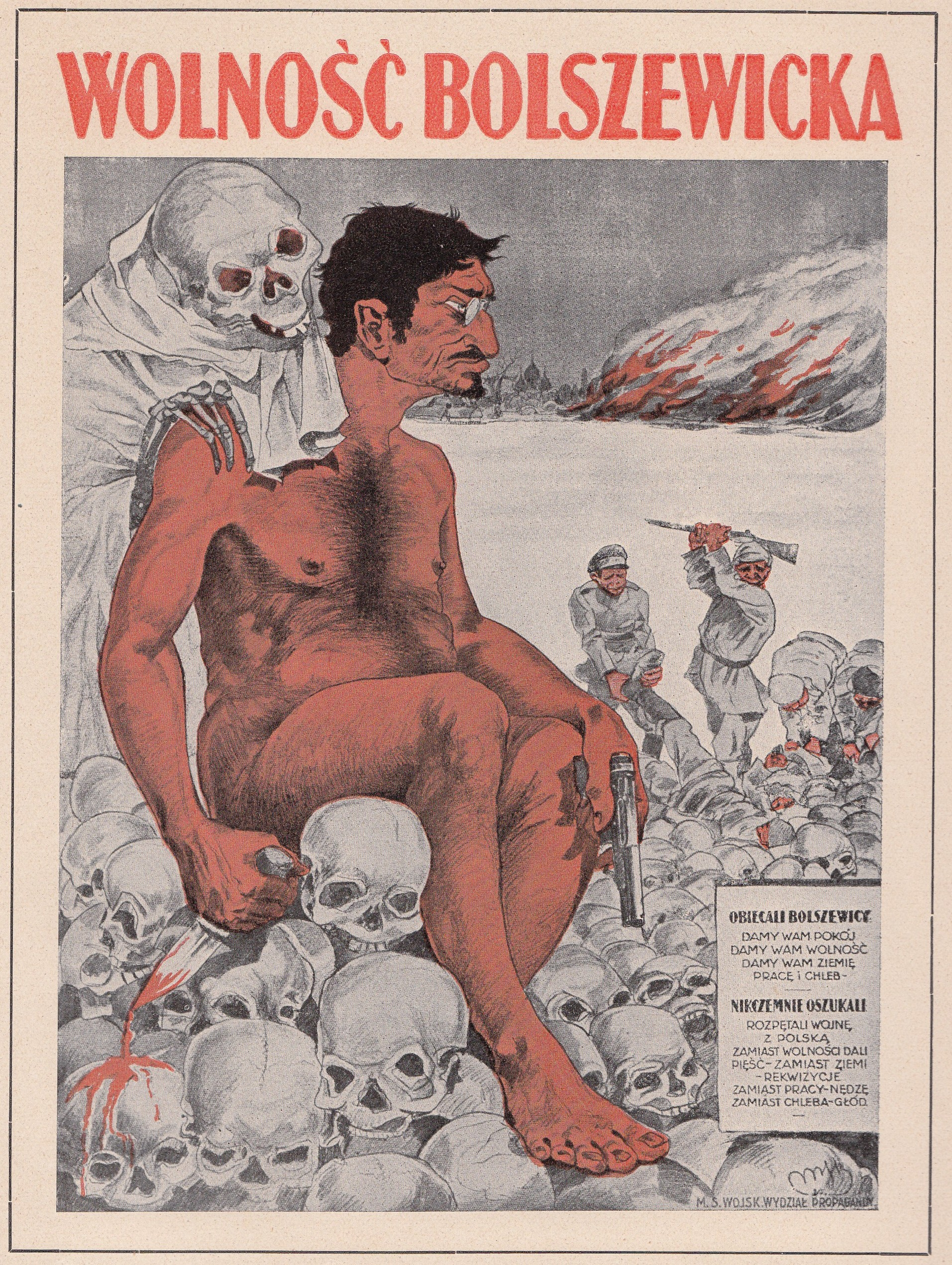
Trotskij på en polsk affisch 1920.

Redan direkt efter oktoberrevolutionen möttes den nya regeringen av väpnat motstånd. Veckan efter maktövertagandet försökte Kerenskijs trupper återta huvudstaden men kämpades ned av sovjettrogna soldater och rödgardister. En månad efter revolutionen började dess motståndare runt om i landet organisera vita garden. Deras ledare ville antingen återupprätta tsardömet eller etablera sina egna diktaturer. Under de kommande åren fördes ett inbördeskrig på många fronter. Mot revolutionens försvarare stod en lös koalition av inhemska motståndare samt utländsk intervention, först från första världskrigets motståndare Tyskland och dess allierade och därefter från första världskrigets segrarnationer. En del av detta var det polsk-sovjetska kriget 1919-1921.
När Trotskij blev krigskommissarie i mars 1918 hade den nya sovjetstaten praktiskt taget inga väpnande styrkor. Två och ett halvt år senare hade Röda Armén en styrka på fem miljoner beväpnade män. Trotskijs metoder för att bygga denna armé väckte motstånd bland många av revolutionärerna. Bolsjevikerna hade fördömt militarismen och uppmuntrat soldaterna att göra uppror mot disciplinen. Nu sade Trotskij att soldatkommittéer inom kunde leda regementen i strid och att en armé behövde centralisering och formell disciplin. Han menade också att armén skulle ledas av yrkesmilitärer som tidigare tjänstgjort under tsaren och Kerenskij. Han framhöll att deras kunskap och erfarenhet var nödvändig för att kunna föra och vinna ett krig. Motståndet mot hans planer kom både inifrån bolsjevikpartiet och från andra vänstergrupper och gällde dels avvikelsen från frihetliga principer och dels riskerna med att förlita sig på officerare som nyss varit motståndare. Halvt emot partiets vilja genomförde Trotskij ändå sina planer. För att minimera risken att yrkesofficerarna skulle agera förrädiskt tillsattes politiska kommissarier som på varje nivå skulle fatta besluten tillsammans med de militära befälhavarna.
Armén byggdes först upp frivilliga och hängivna bolsjeviker, sedan av arbetare och sist av bönder, som i många fall inte alls var beredda att slåss för revolutionen. Många tvångsrekryterades, och många deserterade. Utrustning och beväpning var bristfällig, och i många fall fick soldaterna inte tillräckligt med mat. Dödsstraffet återinfördes och tillämpades både mot officerare som misstänktes för förräderi och mot soldater som deserterade eller bönder som vägrade låta sig rekryteras till armén. Tsaren och hans familj hölls fängslade i Ekaterinburg i väntan på en rättegång, där Trotskij enligt planen skulle agera huvudåklagare. När den vita armén närmade sig fruktade de lokala bolsjevikerna att tsarfamiljen skulle fritas och dödade dem innan de själva retirerade.
Trotskij själv reste oavbrutet mellan olika frontavsnitt med ett specialutrustat tåg som utgjorde hans högkvarter. Han gjorde sig känd både för sin förmåga att entusiasmera soldaterna och för sin skoningslöshet mot dem som han såg som arbetarklassens fiender. Hans strategi ifrågasattes ofta av de övriga i partiledningen, vilket ibland ledde till häftiga dispyter och lade grunden för en misstro mellan de ledande bolsjevikerna. Men i november 1919 kunde han konstatera den röda arméns seger över både den vita armén och de utländska inkräktarna, även om kriget ännu inte var helt avslutat. Trotskij stod på krönet av sin politiska och militära karriär och hyllades som segerns organisatör.
Flottbasen Kronstadt utanför Petrograd hade varit en av de viktigaste stödpunkterna vid oktoberrevolutionen 1917. I mars 1921 gjorde flottbasens matroser myteri mot bolsjevikerna. De protesterade mot den brist på demokrati som präglat samhället ända sedan inbördeskriget startade. Bolsjevikerna anklagade dem för att vara styrda av vitgardister. Trotskij beordrade dem att kapitulera, och när så inte skedde stormades fästningen av bolsjevikregeringens trupper. Resningen slogs ned. De officiella förlustsiffrorna säger att 587 personer dödades och 4 127 sårades, men senare bedömningar pekar på högre siffror. Trotskij stod åter som segrare, men i sitt segertal beskrev han de stupade revoltörerna utan vrede och hat och kallade dem "kamrater".
  

Efter inbördeskriget lämnade Trotskij sitt militära tåg och återförenades med sin familj. Bolsjevikregeringen hade redan 1918 flyttat sitt högkvarter till Moskva, och familjens lägenhet i Kreml låg i samma hus som Lenins. I takt med att Röda Armén demobiliserades skrev han dess regler och såg till att de kvarvarande unga befälhavarna fick en djupgående utbildning. Han satte sig in i frågor som gällde statens förvaltning - industri, jordbruk, handel, ekonomi - och lade mycket arbete på den nyetablerade internationalen. Han ägnade sig också åt kulturella frågor och hans europeiska bildning fjärmade honom från många av hans kamrater inom partiledningen. 

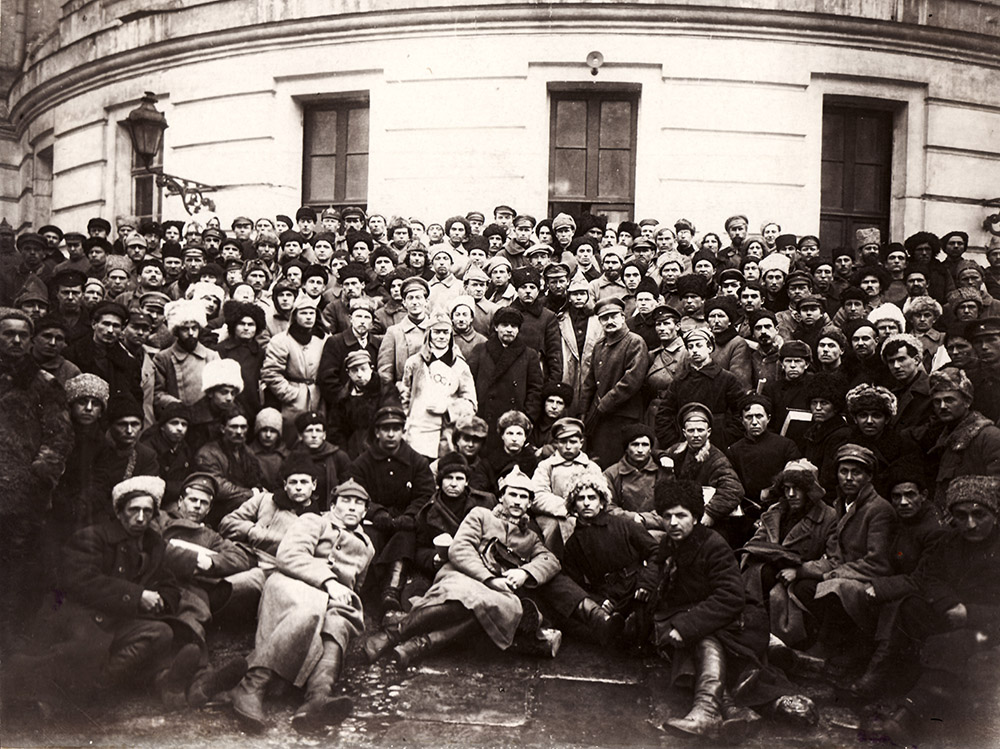
Lenin, Trotskij och Voroshilov med delegater på Ryska kommunistipartiet (Bolsjevikerna)s 10:e kongress 1921.

#### Den unga sovjetstatens ekonomi
Världskriget hade tärt mycket Rysslands ekonomi och den nöd det ledde till var en av de saker som utlöste revolutionen. Inbördeskriget förvärrade situationen ytterligare. Under sex års krig förstördes gruvor och industrier, järnvägar och broar sprängdes, jordbruksmarken trampades sönder och böndernas hästar rekvirerades till de olika arméerna. För att få kontroll över de knappa tillgångarna tillämpade bolsjevikerna inledningsvis "krigskommunism". Hela industrin nationaliserades. Privat handel förbjöds. Arbetartrupper sändes ut till landsbygden för att rekvirera livsmedel för armén och stadsborna. Pengar blev värdelösa och arbetsersättningar betalades ut in natura.
Nöden var utbredd och ledde till ännu mera nöd. Bönderna vägrade producera mera mat än det som behövdes för den egna familjen. Städerna började avfolkas. De fabriksarbetare som stannade orkade inte producera särskilt mycket och stal ofta för att byta mot mat. Svartabörsmarknaden och laglösheten växte.
I slutet av 1919, när Trotskij hade firats för segern i inbördeskriget, lade han fram en plan för att få igång landets ekonomi. Han föreslog att fabriksarbetet skulle militariseras och arbetare rekryteras dit med tvång, på samma sätt som hade skett till armén. Lenin stödde hans plan, men de övriga i bolsjevikpartiet ledning förkastade den. De var övertygade om att det var fel av en arbetarstat att utöva sådant tvång mot sin egen arbetarklass. Trotskij försökte ändå tillämpa idén i mindre skala genom att arméförband som inte längre behövdes sattes i arbete för skogshuggning, jordbruk och annat arbete men tvingades inse att förtryck inte skulle bota folkets likgiltighet. För att återskapa entusiasm och arbetsvilja krävdes att bönderna fick behålla mera av sitt överskott och kunna sälja det använda pengarna till annat. Lenin och resten av bolsjevikerna ledning avvisade förslaget om en omlagd politik och trodde att krigskommunismen skulle kunna fungera bättre i fredstid. Trotskij framträdde sedan som regeringens främste utformare av nästa fas i den krigskommunism han nyss hade tagit avstånd från. Han fick ansvaret för att ta hand om det förstörda transportsystemet som var en förutsättning för att kunna bemöta anfallet från Polen. Genom att beordra tvångsarbete och avskeda protesterande fackföreningsmän lyckades han snabbt återställa järnvägsnätet. Därefter ville han fortsätta samma metod med andra industrigrenar, men både Lenin och den övriga centralkommittén motsatte sig detta. Partiet fastnade in en intern strid om demokrati och förhållandet mellan fackföreningarna och staten, där Trotskij drev linjen att partiets diktatur var nödvändig för att åstadkomma de materiella förutsättningarna för en kommande arbetardemokrati. Lenin och majoriteten av partiet försvarade fackföreningarnas självständighet och Trotskijs förslag röstades ned.
Vintern 1920–21 var det uppenbart att större delen av arbetarklassen och bönderna vände sig mot bolsjevikerna. För att skapa nytt förtroende och framtidstro presenterade Lenin i mars 1921 den nya ekonomiska politiken (NEP) som till största delen sammanföll med Trotskijs förslag från 1919.
NEP syftade till att stimulera bönderna att producera mera livsmedel, som skulle säljas och transporteras till städerna av privata köpmän. Lenin kallade detta en "påtvungen reträtt" i förhållande till den krigskommunism som uppenbarligen inte fungerat. Den nya politiken fick en dålig start när folkrika jordbruksområdena våren 1921 drabbades av torka, sandstormar och gräshoppsinvasioner och tiotals miljoner bönder drabbades av svält. Industriarbetarklassen var stadd i upplösning. Många av de mest kampvilliga och medvetna hade stupat i kriget eller fått ansvarsposter inom den nya förvaltningen. Andra flyttade från städerna tillbaka till den bondemiljö där de fortfarande kände sig hemmastadda.
I och med NEP stimulerades jordbruket och det växte det fram en ny medelklass som levde av den återskapade privathandeln. Statsbanken gav krediter till företag som tillverkade de konsumtionsvaror som det nu fanns en marknad för. När ekonomin blivit lite starkare hävdade Trotskij att det var nödvändigt att satsa på den tunga industrin, som var nödvändig för att förse både den lätta industrin och jordbruket med maskiner. Han föreslog att staten skulle utarbeta en genom gripande plan för hela industrin och där prioritera den tunga industrin, som skulle vara ägd av staten. Detta skulle vända den obalansen mellan de privata och statliga sektorerna, som Trotskij såg som ett hot mot regeringens socialistiska målsättningar. Han föreslog ökade befogenheter för den statliga planeringsmyndigheten Gosplan.
Nästa steg i Trotskijs syn på ekonomin var idén om "den ursprungliga socialistiska ackumulationen". Den utgick från Marx begrepp om ursprunglig ackumulation, alltså den tidiga kapitalismens koncentration av de resurser som behövdes för att utveckla en industri. I Västeuropa hade kapital ackumulerats i århundraden genom plundring av kolonier och utsugning av småbönder. I Ryssland hade detta inte skett i alls samma utsträckning, och de resurser som funnits var raserade efter krigen. Därför fanns ännu inte de materiella förutsättningarna för socialism. De måste skapas, och det kunde bara ske genom att arbetarklassen "uppoffrade sig " för att bygga upp den proletära staten och den socialistiska industrin. Förslaget fick inget stöd från Lenin och den övriga partiledningen.

#### De icke-ryska sovjetrepublikerna
Den konstitution som antogs 1918 gällde en federation av republiker med självbestämmanderätt och rätt att utträda ur Sovjetfederationen. Detta stod i praktiken i motsättning till den starkt centraliserade regeringsmakt som bolsjevikerna skapade. Georgien hade varit under Tsarrysslands kontroll men styrdes sedan 1917 av mensjeviker och ingick inte i federationen. I februari 1921 gick Röda armén in i Georgien och kunde efter hårda strider tillsätta en bolsjevikisk regering och inkorporera landet i federationen. Aktionen gjordes på order av politbyrån på initiativ av georgiern Stalin, under Trotskijs frånvaro. Trotskij kritiserade aktionen internt och fördömde idén om revolution genom erövring. När socialdemokrater i Västeuropa krävde att Röda armén skulle lämna Georgien underströk han Röda arméns rätt att bistå varje verklig revolution utomlands, men undvek frågan om en sådan revolution hade ägt rum i Georgien. I världens ögon bar han därför en stor del av ansvaret för invasionen av Georgien. Efter invasionen hävdade den georgiska bolsjevikregeringen sin rätt till självständiga beslut, vilket bekämpades av Stalin men stöddes av Trotskij.
På sovjeternas kongress i december 1922 ändrades konstitutionen enligt ett förslag från Stalin. Federationen omvandlades till De socialistiska rådsrepublikernas union. Detta innebar minskat självbestämmande för de små nationerna.

#### Internationellt samarbete
Den socialistiska Andra internationalen hade fallit sönder i och med att huvuddelen av dess partier hade stött regeringarna i sina respektive länder när världskriget bröt ut. Den tyska revolution som Trotskij och Lenin hoppats på skedde först hösten 1918 och slogs slutgiltigt ned i början av 1919. I mars 1919 bildades en ny international, den tredje vid ett möte i Moskva. Den fick namnet Kommunistiska internationalen (Komintern), vilket tydligt markerade att dess medlemspartier nu betraktade sig som kommunistiska i motsats till de socialdemokratiska partierna. När internationalen bildades representerade de flesta delegaterna små marxistiska eller pacifistiska sekter i Europa. Trotskij framförde där en ny idé om en allians mellan den socialistiska revolutionen i väster och de koloniserade folken i Afrika och Asien. Vid nästa kongress, i augusti 1920 utökades internationalen med större och äldre partier ur den europeiska arbetarrörelsen.
Lenin och Trotskij hoppades fortfarande på en socialistisk revolution i de utvecklade kapitalistiska länderna, men för att åstadkomma detta måste de revolutionära partierna arbeta strategiskt och samla sina krafter under strikt internationell disciplin. Tillsammans med Lenin utarbetade Trotskij "enhetsfrontstaktiken" som presenterades sommaren 1921. Den gick ut på att samarbeta tillsammans med socialdemokrater och andra socialister och föra in en revolutionär anda i den gemensamma kampen för "delkrav". Idén ledde till strid inom Komintern, där det fanns stort motstånd mot att samarbeta med de gamla socialistpartierna, som hade stött "den imperialistiska slakten" 1914-18, krossat den tyska revolutionen och mördat dess ledare Karl Liebknecht och Rosa Luxemburg. På Kominterns kongress 1922 antogs dock, på förslag från Trotskij, en mer långtgående form av enhetsfrontstaktiken, och kommunistpartierna instruerades att bevaka möjligheten att gå i regeringskoalition med socialdemokraterna.

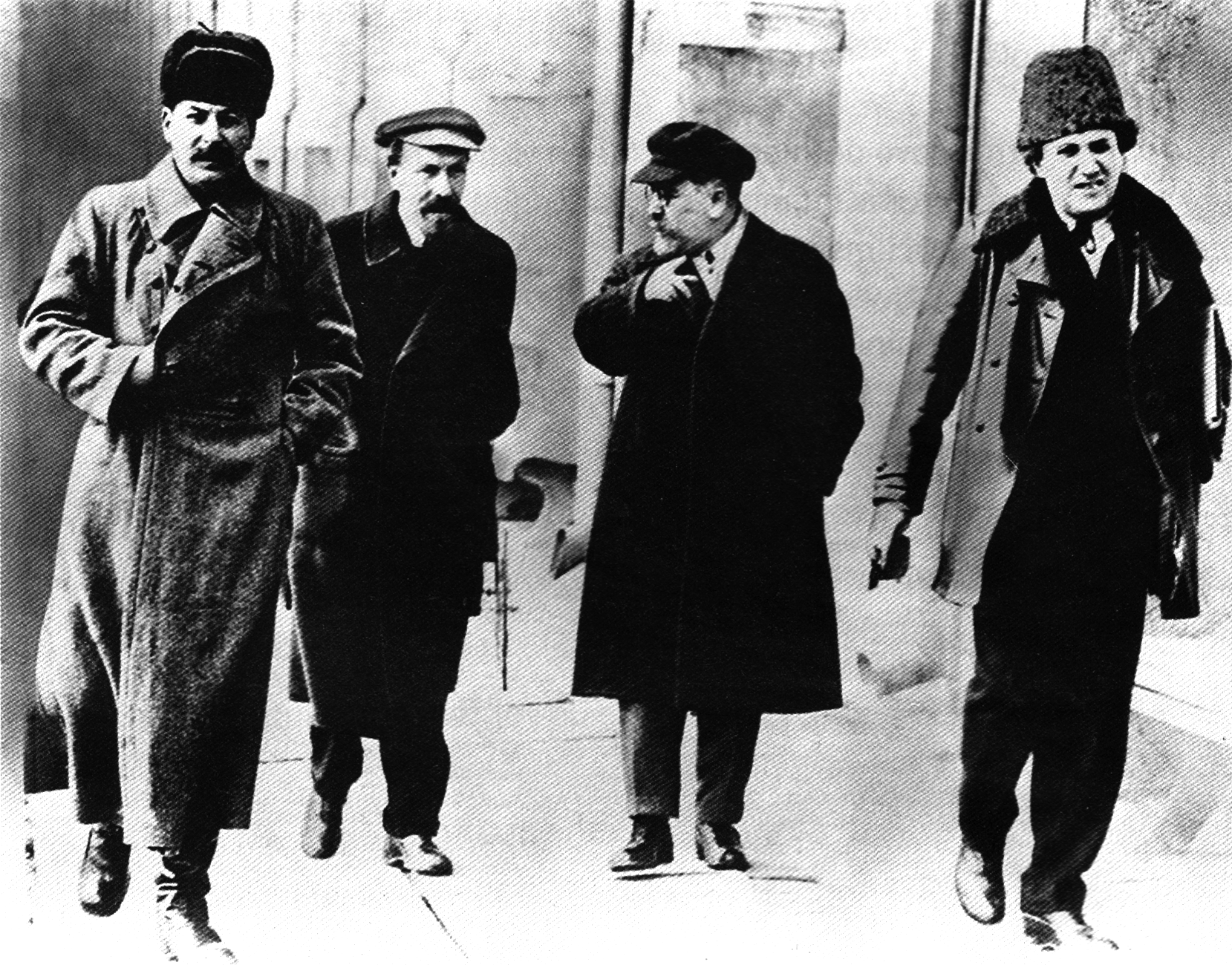
Stalin, Rykov, Kamenev, och Zinoviev 1925.

#### Maktkamp inom partiet
Bolsjevikpartiet var det enda tillåtna partiet och växte mycket snabbt eftersom vägen för dem som ville arbeta inom statens många funktioner gick genom partiet. I ett försök att bibehålla den politiska medvetenheten inom partiet beslöt man år 1922 att utesluta 200 000 av de 600 000 medlemmarna.
I maj 1922 drabbades Lenin av en stroke och återhämtade sig aldrig helt. Det aktualiserade frågan om makten i partiet, där han ditintills varit den självklara ledaren. I december 1922 skrev han det som brukar kallas "Lenins testamente" och som presenterades för partiet efter hans död 1924. Där kommenterade han förhållandet mellan sina två närmaste medarbetare. "Efter att ha blivit generalsekreterare har kamrat Stalin i sin hand koncentrerat en gränslös makt, och jag är inte säker på att han alltid kommer att kunna bruka denna makt tillräckligt varsamt. Å andra sidan utmärker sig kamrat Trotskij /.../ inte endast för enastående begåvning. Personligen är han måhända den talangfullaste medlemmen i den nuvarande centralkommittén, men han är också behäftad med alltför stor självsäkerhet och lägger alltför stor vikt vid den rent administrativa sidan av saken." Lenin varnade för en sprängning av partiet och föreslog att centralkommittén skulle göras betydligt större för att öka stabiliteten.
Lenins sjukdom och frånvaro ledde, precis som han förutspått, till att motsättningarna inom partiet blev mer tydliga. Stalin var sedan april 1922 partiets generalsekreterare, en post som inledningsvis var endast administrativ. Lenin föreslog flera gånger att Trotskij skulle bli vice premiärminister, men Trotskij avböjde. Under Lenins sjukdom fungerade Trotskij utåt som partiets ledare och främsta språkrör. I den rollen mötte han dock ett motstånd från andra partimedlemmar, något som handlade både om personen och om politikern. Det gamla gardet av bolsjeviker mindes hur han tidigare haft djupa konflikter med Lenin och hur han blivit bolsjevik först 1917. Trotskij å sin sida drog sig inte för att framföra sina åsikter på ett sätt som kunde uppfattas som arrogant och det fanns en stark personlig antagonism mellan Trotskij och Stalin.
Den dagliga partiledningen (politbyrån) bestod förutom Lenin och Trotskij av Stalin, Kamenev och Zinovjev som tillhörde det "gamla gardet" av bolsjeviker samt fackföreningsveteranen Tomskij och den unge och teoretiskt välskolade Bucharin. De tre förstnämnda slog sig samman i vad som brukar kallas "triumviratet" för att blockera Trotskij från att efterträda Lenin som partiets och regeringens ledare. Trotskij, ibland med stöd av Bucharin, var oenig med majoriteten när det gällde flera viktiga frågor, bland annat behovet av större statlig ekonomisk planering. Stalin hade stort inflytande i "arbetar och bondeinspektionen" (Rabkrin) och Trotskij varnade för att dess arbete kunde leda till ett angivarsamhälle. Trotskij liksom den sjuke Lenin tog också avstånd från majoritetens politik vad gäller de icke-ryska nationaliteterna, som Lenin betecknade som "storrysk". Trotskij höll dock sin kritik inom partiets inre krets, och mot Lenins instruktioner offentliggjorde han inte heller dennes kritiska anteckningar om den nationella frågan. På partikongressen i april 1923 avslöjade han inte den klyfta som fanns mellan honom och den övriga politbyrån. I stället uttalade han sin "orubbliga" solidaritet med politbyrån och stödde återvalet av Stalin som generalsekreterare.
En av Stalins och hans medhjälpares kritiserade åtgärder var att se till att partiets sekreterare på lokal nivå tillsattes uppifrån i stället för att väljas av medlemmarna. Sommaren och hösten 1923 skakades partiet av diskussioner om den interna partidemokratin. Fyrtiosex framstående partimedlemmar presenterade ett uttalande som kritiserade ledningens politik i ordalag som var nästan identiska med Trotskijs. I vilken mån han faktiskt var iblandad är oklart, men hans motståndare såg det som ett försök att, mot partiets regler, organisera en fraktion inom partiet. De avstod från att direkt angripa honom för detta, men gjorde honom moraliskt ansvarig för det övertramp de ansåg de fyrtiosex skyldiga till. Trotskij själv deltog inte i den diskussion som följde, eftersom han låg febersjuk i malaria under en andjakt. Vid partiets konferens i januari 1924 lade Stalin, Zinovjev och Kamenev fram en resolution som fördömde Trotskij och de fyrtiosex som skyldiga till "småborgerliga avvikelser från leninismen". Resolutionen antogs i stort sett enhälligt av en konferens där triumviratets tillsatta sekreterare hade haft nästan total kontroll över vilka som var delegater. Trotskij var fortfarande sjuk och hade redan insett sitt nederlag, och han deltog inte utan var på väg söderut för att kurera sig vid Svartahavskusten. Den 21 januari fick han ett telegram som informerade honom om Lenins död.
Lenins begravning iscensattes som en massmanifestation för bolsjevikpartiet, men Trotskij var inte där. Han hade fått felaktigt besked från Stalin om inte skulle hinna tillbaka till begravningen och därför borde fortsätta sin resa för att bli frisk. I hans frånvaro fördelade hans motståndare befattningar och ansvarigheter till sina egna anhängare och avskedade sådana som stödde Trotskij. De öppnade partiet för nya medlemmar som antogs utan krav på skolning eller annan prövning. Under några månader registrerade 240 000 nya medlemmar i vad som kallades "Leninuppbådet". Lenin upphöjdes till en ofelbar auktoritet. Vid kongressen i maj fick delegaterna ta del av "Lenins testamente", och trots all tillbedjan till Lenins minne lyckades Zinovjev övertyga kongressen om att Lenins kritik mot Stalin inte var så allvarligt menad. Centralkommittén beslutade att Lenins testamente inte skulle publiceras. Trotskij uppmanades göra avbön för sin påstått felaktiga politik i en rad frågor men vägrade.
Under 1924 genomförde Stalin, Zinovjev och Kamenev en stor kampanj mot Trotskij och "trotskismen", där man bland annat lyfte fram hans komprometterande bakgrund som mensjevik. Historieskrivningen kring oktoberrevolutionen reviderades för att förneka hans ledande roll. De kontroverser som funnits mellan Lenin och Trotskij fördes fram som argument för Trotskijs bristande lojalitet mot partiet. Trotskij tilläts inte gå i svaromål eftersom det i sig skulle ha inneburit ett brott mot den strikta partidisciplinen. I början av 1925 avsatte centralkommittén Trotskij från ansvaret för krigskommissariatet och armén. Han var fortfarande en del av centralkommittén och av politbyrån, men erkände sig besegrad och underkastade sig centralkommitténs restriktioner.

### Opposition och förvisning 1925–1929

#### Oppositionen formas
1925 formerades tre huvudströmningar inom bolsjevikpartiet. Den västeuropeiska revolutionen hade uteblivit eller slagits ned, och personerna inom partiledningen var djupt oeniga om hur man i denna svåra och oväntade situation skulle gå vidare med att bygga ett socialistiskt samhälle. En skiljelinje gällde doktrinen om socialism i ett land som fördes fram av Stalin. En annan fråga gällde synen på bönderna och deras förhållande till arbetarklassen. Utöver detta såg många riskerna med den centralsyrning och byråkratisering som blivit följden av en rad tidigare beslut. Frågorna ställdes på sin spets genom en livsmedelskris.
Bucharin, som tidigare stött Trotskij, ansåg att bönderna måste stimuleras att producera och leverera mer, och gjorde i detta ingen skillnad mellan välbärgade storbönder (kulaker) och fattiga småbönder. Zinovjev, som ledde partiet i storstaden Leningrad (f.d. Petrograd) drev en linje som låg mycket närmare Trotskijs och menade att det viktiga var att stimulera uppbygget av industrin och att detta var omöjligt om böndernas behov skulle sättas i centrum. Både Kamenev och Zinovjev motsatte sig doktrinen om socialismen i ett land, men inledningsvis ville de inte öppet visa sin oenighet med Stalin som de så nyligen hade samarbetat med i uppgörelsen mot Trotskij. Sommaren 1925 var sprickan inom partiledningen ett faktum. Stalin manövrerade mellan de olika grupperingarna och försökte också få med sig Trotskij mot Zinovjev med hänvisning till att denne nyligen hade varit en så hård kritiker av Trotskij och hans politik. Zinovjev och Kamenev vände sig också mot den tilltagande likriktningen inom partiet och hävdade behovet av demokrati. På så sätt intog de nu samma ståndpunkter som den trotskistiska opposition som de just hade medverkat till att besegra.
På partikongressen i december 1925 framträdde Zinoviev och Kamenev som en tydlig vänsteropposition mot Stalin och Bucharin. Trotskijs namn och åsikter åberopades flitigt men Trotskij satt tyst och deltog inte i debatten. Han var osäker på hur djupt de olika personernas nya åsikter satt, och den toppstyrning och byråkratisering av partiapparaten som både han och Zinovjev kritiserade gjorde det mycket svårt att förstå stämningarna bland vanliga partimedlemmar. Zinovjevs krav på en demokratisering av partiet röstades ned och i stället gavs centralkommittén ytterligare befogenheter för att mera effektivt kunna handskas med avvikelser.
Direkt efter kongressen ingrep centralkommittén, dominerad av Stalin, mot Zinovjev och hans anhängare i Leningrad. Zinovjev avskedades från sin ledarpost och redaktionen för den lokala partitidningen byttes ut för att den skulle föra den officiella partipolitiken. Trotskij och Kamenev motsatte sig repressalierna och Trotskij försökte förgäves vädja till Bucharin att med en gemensam ansträngning återställa "en sund regim i partiet".
Stalin började blockera Trotskij från att tala på partimöten i arbetardistrikten. Partiapparatens agitatorer började också anspela på det faktum att Trotskij, Zinovjev, Kamenev och flera andra oppositionsmän var judar. De var, enligt propagandan, främlingar som försökte förvrida den äkta ryska socialismen. De tre oppositionsledarna närmade sig varandra. De gamla meningsmotsättningarna och misstron fanns kvar, både hos ledarna och deras anhängare, men de insåg att de behövde samarbeta för att om möjligt förhindra en utveckling mot veritabelt envälde. I juni 1926 påbörjade Trotskij och den förenade oppositionen sin öppna kamp mot Stalin.

#### Den förenade oppositionen
Den nyformade oppositionen förenades av en likartad inställning i tre centrala frågor: Ifrågasättandet av tesen om socialism i ett land, behovet av en ekonomisk politik som främjade industriell utveckling och kritiken mot den bristande demokratin inom partiet. Men det fanns många saker som hämmade dem. De tre ledarna var inte helt överens, varken om vad man ville uppnå eller om vägen dit. För att möjliggöra ett samarbete accepterade Trotskij att inte fullt ut försvara sina tidigare skrifter om den permanenta revolutionen.
Det parti som de försökte väcka till aktion bestod till stor del av personer som anslutit sig nyligen och inte var vana vid avancerade politiska diskussioner ställningstaganden, och de som varit med länge var ofta trötta och desillusionerade. Av partiets totalt cirka 750 000 medlemmar var endast 4-8000 aktiva i oppositionen. Stalins och Bucharins aktiva anhängare var inte många flera, och som mest var endaste cirka 20 000 människor frivilligt indragna i striden inom partiet. De övriga sökte framför allt trygghet och stabilitet och var obenägna att agera, vilket indirekt gynnade den grupp som redan hade makten.
Lenin hade efter sin död blivit upphöjd till en näst intill ofelbar auktoritet och hans skrifter presenterades som allmängiltiga, trots att mycket av det han skrivit och gjort var präglat av en specifik situation. Alla grupperingarna kunde hos Lenin hitta argument för sin egen analys, och detta gjorde det svårt för utomstående att klart se skiljelinjerna. Oppositionen använde parollen "tillbaka till Lenin" för att påminna om frihet i diskussionerna och den övriga verksamheten, medan Stalin byggde vidare på att Lenin under sin sista tid hade förbjudit fraktioner och grupper inom partiet. Inom oppositionen fanns röster för att lämna bolsjevikparitet och starta ett nytt parti, men Trotskij menade att den rätta vägen var att arbeta inom partiet för att störta byråkratin.
Stalin försökte på olika sätt stoppa uppbygget av en opposition. Hans partifunktionärer störde och förbjöd de möten där de drivande oppositionella talade till och försökte övertyga vanliga partimedlemmar. Zinovjej uteslöts ur politbyrån, där Kamenev hade förlorat sin plats redan vid kongressen 1925. Med hot om uteslutning ur partiet fick Stalin oppositionsledarna att ta avstånd från de delar av oppositionen som ville bygga ett nytt parti.
Hösten 1926 publicerades Lenins testamente i sin helhet i New York Times av Trotskijs vän och anhängare Max Eastman. Det påföljande mötet i politbyrån blev mycket stormigt. Stalin angrep oppositionen som en "socialdemokratisk avvikelse" och krävde att de skulle göra avbön.Trotskij utropade att Stalin "kandiderar till posten som revolutionens dödgrävare". Nästa morgon avsatte centralkommittén Trotskij från hans post i politbyrån. På den kommande kongressen redogjorde Stalin för Trotskijs många oenigheter med Lenin och hånade Zinoviev och Kamenev för deras "kapitulation för trotskismen". Kamenev försökte förgäves förklara att han och Zinovjev bara hade gått samman med Trotskij för en precis och avgränsad målsättning, precis som Lenin ofta gjort. Trotskij tryckte på att det socialistiska uppbygget i Ryssland var helt beroende av vad som hände i Västeuropa. Han sade att han fortfarande såg Sovjetunionen som en arbetarstat, men en byråkratiskt deformerad sådan, och att han inte var motståndare till denna stat men däremot till Stalins metoder att försöka tysta oppositionen. Bucharin hånade Trotskij för hans återhållsamhet och Kamenev för hans apologi. Lenins änka Krupskaja drog tillbaka det stöd hon tidigare uttryckt för Trotskij och Zinovjev. Den tyska kommunistveteranen Clara Zetkin hyllade Zinovjev och Trotskij för deras tidigare meriter men anklagade dem för att nu provocera fram en kris i den kommunistiska internationalen och tog därför avstånd från dem. Oppositionen var slagen.
Trotskij såg två risker för framtiden. Den ena var den byråkratisering av arbetarstaten som representerades av Stalin. Den andra var att de välbärgade bönderna, NEP-bourgeoisin och delar av byråkratin skulle genomföra en kontrarevolution. Bucharins eftergifter för storbönderna hade stöd bland dessa grupper, medan Stalins ekonomiska politik saknade både tydlig riktning och brett socialt stöd. Trotskij bedömde därför att Bucharin var ett större hot än Stalin, och utifrån hans analys präglades oppositionens taktik de kommande åren av principen "Med Stalin mot Bucharin? - Ja. Med Bucharin mot Stalin? - Aldrig!"
Konflikterna mellan å ena sidan Stalin och Bucharin och å andra sidan Trotskij och Zinoviev fortsatte och förstärktes av olika inställning till partiets och Koninterns agerande i samband med det uppror mot kejsarmakten som pågick i Kina. Zinoviev och Trotskij ställdes inför en "partitribunal" där de anklagades för disciplinbrott och Stalin krävde att de skulle uteslutas ur partiets centralkommitté, vilket också skedde. Oppositionspolitikerna försökte mobilisera partiopinionen mot uteslutningen, men lyckades bara få in 5-6000 namn. I samband med revolutionens tioårsjubileum hölls stora demonstrationer, och oppositionen försökte utnyttja dem för en "appell till massorna" och försåg sina anhängare med slagord som indirekt kritiserade den styrande gruppen. Även detta misslyckades. Många av partiets veteraner stödde Trotskij men de allra flesta i de stora manifestationerna vände sig mot oppositionen. Under demonstrationen blev många av de öppet oppositionella fysiskt misshandlade. En vecka senare blev Trotskilj och Zinovjev uteslutna ur partiet som anstiftare av kontrarevolutionära demonstrationer och uppror. Kamenev och en rad andra oppositionella uteslöts samtidigt ur centralkommittén och andra ledande organ och hundratals partimedlemmar uteslöts ur de lokala partiorganisationerna.

#### Utesluten och förvisad
Trotskij hade i flera år plågats av malaria och var nu mycket spänd och led av sömnlöshet. Hans hustru Sedova deltog inte aktivt i politiken men hade givit upp sina egna intressen för att stötta sin man. Deras äldste son Ljova var 21 år och en stolt och hängiven anhängare av faderns politik. Den yngre sonen Sergej hade i stället revolterat mot faderns auktoritet och anslutit sig till en resande cirkustrupp, men var nu hemma igen. Hans första hustru Sokolovskaja hade under alla år haft fortsatt kontakt med Trotskij och var en ledande trotskist i Leningrad. Deras döttrar Zina och Nina var varma anhängare av oppositionen och gifta med aktiva trotskister. Deras män förlorade nu sina anställningar och skulle snart skickas till Sibirien för sin inblandning i oppositionen, och därmed förlorade både de och deras barn sin försörjning. Senare under året blev båda döttrarna sjuka i lungsot och Nina dog.
Ett par dagar efter domen mot Trotskij begick hans vän och lärjunge Joffe självmord. Han efterlämnade ett brev där han förklarade att eftersom han var för sjuk för att kunna kämpa inom oppositionen var detta hans enda sätt att kunna protestera mot Trotskijs och Zinovjevs uteslutning och uttrycka sin förskräckelse över partiets likgiltighet. Hans begravning samlade tusentals människor och blev till oppositionens sista öppna möte och demonstration. Trotskijs tal, som blev hans sista i Ryssland, manade till fortsatt kamp.
I samband med partikongressen i december splittrades oppositionen. Kongressen deklarerade att det var oförenligt med medlemskap i partiet att ge uttryck för oppositionens åsikter. Zinovjevs anhängare förklarade att de slutgiltigt accepterade alla kongressbeslut. Trotskijs anhängare deklarerade i stället att de vägrade underkasta sig utan tänkte fortsätta som opposition. Zinoviev och Kamenev gjorde avbön, fördömde sina egna åsikter som "felaktiga och antileninistiska" och bad att bli återupptagna i partiet. Stalin och majoriteten vägrade detta och de förblev uteslutna. Omedelbart efter kongressen uteslöts 1500 oppositionsanhängare och 2500 undertecknade en avbön. Inom båda lägren betraktade man varandra som förrädare och den före detta förenade oppositionen skingrades i förvirring och misstänksamhet.
Trotskij och hans familj flyttade från Kreml någon dag efter det katastrofala revolutionsfirandet, och direkt efter utslutningen vräktes de övriga oppositionsledarna under förödmjukande former. I början av januari 1928 fick Trotskij besked av säkerhetspolisen att han skulle deporteras till Alma Ata i ryska Centralasien. På den utsatta avresedagen samlades tusentals människor på järnvägsstationen för att ta farväl och protestera mot deportationen. Polisen överlistade dem och sköt upp avresedatum. När säkerhetspolisen kom för att hämta dem var Trotskij och hans familj inte förvarnade. Trotskij gjorde passivt motstånd och låste in sig, och vägrade att klä på sig ytterkläder. Beväpnade män klädde honom med tvång och de fördes till en avspärrad station där han placerades på tåget till Turkestan tillsammans med sin hustru och sonen Ljova, som lämnade hustru och barn i Moskva för att följa med föräldrarna.
När han placerats i den lilla staden Alma Ata hade Trotskij tät telegramkontakt med Moskva och lyckades driva igenom krav som gav honom en ganska behaglig tillvaro. Familjen fick en fyrarumslägenhet och Trotskij fick tillstånd att ge sig ut på långa jaktfärder med övernattning hos lokalbefolkningen eller under bar himmel. När sommarens värmebölja nådde staden flyttade de till en bondstuga med stor trädgård. Både Trotskij och Sedova led av malaria men kunde hålla den under kontroll. De hade ett litet statlig underhåll, men det räckte inte för deras försörjning. Trotskij skrev ständigt men kunde inte få några artiklar publicerade utan arbetade som översättare och korrekturläsare.
Med sin son som assistent korresponderade Trotskij med sina ryska anhängare som deporterats till olika platser i Sovjetunionen, och med honom som nav och ledare växte den hemliga oppositionen och vidmakthöll ett inre politiskt liv. Samtidigt förvärrades den livsmedelskris som fått den förenade oppositionen att förespråka hårdare åtgärder mot de bönder som vägrade leverera spannmål. Politbyrån började genomföra åtgärder som liknade dem som oppositionen föreslagit, och en del av de deporterade trotskisterna såg detta som en öppning och möjlighet till samarbete med Stalin. Trotskij förespråkade ett kritiskt stöd till Stalins nya linje, som han såg som en framgång i förhållande till Bucharins eftergifter för storbönderna. En del av hans anhängare upplevde detta som demoraliserande och förvirrande, eftersom de just hade förlorat så mycket för att de följt Trotskij i hans kritik mot Stalin. Trotskijs linje att stödja åtgärderna utan att sluta fördöma den regim som genomförde dem var svår att ta till sig. Bland trotskisterna uppstod en klyfta mellan den "försonliga" som ville förbereda en värdig försoning med Stalin och de "oförsonliga" som såg det fortsatta motståndet mot Stalin som centralt.
Situationen vändes åter när hotet om svält i städerna inte lindrades trots det hårdare tycket mot bönderna. Centralkommittén vände till att i stället tillämpa Bucharins linje, med stopp för tvångsrekvisitioner och med höjda brödpriser. Trotskisterna såg detta som ett slag mot industriarbetarna och en eftergift för de välbärgade bönderna. Trotskij förklarade att "högerflygeln har utmanat hela oktoberrevolutionen". Men snart därefter bröt Stalin med Bucharin och förberedde än slutlig offensiv mot det privata jordbruket. Förfärad över de blodiga och hänsynslös och blodiga metoder som Stalin ville tillgripa sökte Bucharin kontakt med Kamenev för att få till en allians med vänsteroppositionen. Han menade att deras oenighet om bondefrågan inte fick hindra dem från att enas mot det han kallade Stalins principlösa principmakeri och personliga maktlystnad. Även Stalin antydde att han ville söka fred med Trotskij.
Trotskij deklarerade att klyftan mellan hans och Bucharins linje i frågor om industriell politik var lika vid som tidigare, men att han ville samarbeta med Bucharin för att förbereda en hederligt vald och sant demokratisk partikongress. Men hans anhängare stödde inte hans förslag och påminde om hans tidigare uttalanden om att en allians med Bucharins högeropposition var otänkbar. Trotskij blev återigen sjukare av sin malaria, och den opposition han tillhörde var lamslagen av inre strider. Under hösten slog censuren till mot hans korrespondens och förhindrade kontakter med meningsfränder. I januari 1929 fick han beskedet att han skulle deporteras från "hela Sovjetunionens territorium".

### Trotskij i exil

#### I Turkiet 1929–1933
I februari 1929 fördes Trotskij, Sedova och deras äldste son Ljova till Turkiet. De placerades inledningsvis på Sovjetunionens konsulat i Konstantinopel, i en oklar ställning som både fånge och hedersgäst. De hittade sig sedan en egen bostad på ön Prinkipo i Marmarasjön. Trotskij försökte förgäves få visum till en rad västeuropeiska länder för att där kunna söka asyl, men han fick nej av alla. Det innebar att han inte heller kunde resa från Turkiet för att delta i de europeiska kommunisternas möten. I stället stod familjens hem öppet för besökare som ibland bodde där månadsvis. År 1931 fråntogs Trotskij sitt ryska medborgarskap och förbjöds att någonsin återvända till Ryssland.
Trotskij ägnade sin mesta tid åt att skriva. Han skrev en självbiografi och en historik över den ryska revolutionen och sammanställde och redigerade tidigare skrivna texter, bland annat Den permanenta revolutionen. Mycket översattes direkt och gavs ut på tyska, franska och engelska. Både böckerna och de artiklar som han skrev i lika tidningar inbringade honorar som gjorde att familjen inte längre hade ekonomiska bekymmer.
Med hjälp av sonen Ljova hade han tät korrespondens med kommunister i det Västeuropa som han fortfarande såg som den internationella klasskampens huvudsakliga stridsområde. Många inom den europeiska vänstern såg Trotskij som en inspirationskälla och en representant för det hopp som förknippades med den tidiga Sovjetstaten. Men betydligt färre var beredda att aktivt bryta med Sovjetunionens aktuella ledning, som också dominerade den internationella kommunismen genom Komintern. Det var också svårt att organisera de politiska anhängare han ändå hade. Oppositionens nationella grupper var svaga och splittrade, med interna konflikter och misstro mellan grupperingar och individer. Enstaka ryska oppositionspolitiker levde i Västeuropa och deltog i diskussionerna, men tvärt emot Trotskijs antaganden blev det inte flera som utvisades.
Hösten 1932 lyckades Trotskij och hans hustru få visum till Danmark för att medverka vid en konferens anordnad av danska socialdemokratiska studenter med anledning av femtonårsdagen av oktoberrevolutionen. Resan gjordes med hustruns efternamn, men informationen spreds och paret belägrades av journalister i hamnarna. De blockerades också av myndigheterna som inte gav dem visum för att stiga iland, och fick mycket små möjligheter att se de städer de passerade. Det gick rykten om att Trotskijs fiender skulle störa det möte där han skulle tala, men så skedde inte. I samband med mötet hölls en informell konferens med europeiska anhängare, något som fyra år senare användes som argument i en av Stalins rättegångar mot Trotskij och dem som påstods konspirera tillsammans med honom.

#### Trotskisterna och Stalin 1929–1933
I Sovjetunionen höll oppositionen på att bryta samman. Stalin hade brutit med Bucharins linje och presenterade den första femårsplanen men en ekonomisk politik som liknade vänsteroppositionens. Oppositionsmedlemmarna var förvirrade över Stalins tvära politiska kast och samtidigt skrämda av hotet om ytterligare repressalier. Zinovjev och Kamenev hade redan gjort avbön och tillåtits återinträda i partiet. Sommaren 1929 offentliggjordes att Trotskijs nära medarbetare Radek och 400 oppositionella som deporterats inom landet tog avstånd från Trotskij och uttryckte att Stalins linje var den rätta, varpå de välkomnades tillbaka till partiet i sina hemorter. Snart följdes de av flera, som inte avkrävdes lika långtgående avbön, och i slutet av 1929 hade flera tusen trotskister släppts från deportationsläger och fängelser. En grupp krävde att Trotskij skulle återupprättas och kallas hem, något som fick Trotskij att varna dem för att inte äventyra sin egen säkerhet genom att gå för långt.
Trotskij påpekade från Turkiet att Stalins ekonomiska omsvängning byggde på idén om socialism i ett land och stod i direkt motsättning till uppbygget av en internationell socialism. Hans idéer nådde kommunister i Sovjetunionen genom hans tidning Bulletin som smugglades in av ambassadtjänstemän och andra. Dess upplaga var aldrig högre än tusen, men många läste den och Stalin visste vad Trotskij skrev. En av dem som förmedlade budskap från Trotskij ertappades, dömdes för förräderi och avrättades.Han var den förste partimedlemmen som dömdes till döden för att han varit i förbindelse med Trotskij.
Stalins första femårsplan innebar kollektivisering av jordbruket och en stark satsning på industrin. Inledningsvis var den inriktad på gradvisa förändringar, men när bönderna gjorde motstånd skärptes kraven. I december 1929 talade Stalin om "omedelbar och total kollektivisering" av jordbruket, och planen verkställdes med stor brutalitet. Trotskij formulerade en skarp kritik, både mot den orealistiskt snabba takten och mot de metoder som användes. Han kritiserade också att städernas industriarbetare fick allt mindre tillgång till nödvändiga konsumtionsvaror eftersom all satsning på industrin gällde tung industri, gruvor och maskintillverkning. Han menade också att Stalin genom dessa åtgärder misskrediterade kommunismen, och han protesterade lidelsefullt när Stalin år 1931 proklamerade att Sovjetunionen redan "inträtt i socialismens tidevarv".
Trotskij menade att "proletär demokrati" var en förutsättning för socialismen. Han definierade nu detta som arbetarnas rätt och frihet att kritisera och motsätta sig regeringen och därigenom forma dess politik, och konstaterade att detta saknades i Sovjetunionen. Han trodde inte heller att satsningen på tvångskollektivisering skulle ge önskat resultat och förutspådde en reaktion som skulle återupprätta marknadsekonomin och hota socialismen. Denna förutsägelse visade sig felaktig. Stalins femårsplaner skulle i stället komma att leda till en snabb ekonomisk tillväxt och Sovjetunionen skulle bestå i åtskilliga decennier, men utan den demokrati som Trotskij eftersträvade.
Bland kommunister i Sovjetunionen växte misstron mot Stalins sätt att leda landet, och från sin förvisningsort i Turkiet deltog Trotskij i diskussionerna. I februari 1932 skrev han ett öppet brev till den centrala exekutivkommitténs presidium, varnade för kommande repressalier mot oliktänkande och hävdade att "apparatens" män kunde rädda sig själva endast genom att vägra utföra Stalins order och att äntligen följa Lenins sista råd och avlägsna Stalin.

#### Den kommunistiska internationalen och nazismen
Kominterns sovjetdominerade ledning förutsåg i juni 1929 att stora delar av världen stod inför en socialistisk revolution inom när framtid. Man bedömde att de socialdemokratiska partierna i denna situation skulle stödja kontrarevolutionen, och eftersom de dolde sin verkliga karaktär var de till och med farligare än fascisterna. "Socialfascismen" deklarerades vara kommunismens "huvudsakliga fiende". Denna linje kom att styra alla kommunistpartiers agerande fram till mitten av 1930-talet. Trotskij däremot såg ingen kommande revolutionär våg och motsatte sig starkt direktivet att bekämpa socialdemokraterna. Trots sin starka kritik såg han fortfarande Komintern och kommunistpartierna som arbetarklassens militanta förtrupp och menade att oppositionen skulle fortsätta arbeta där och kämpa mot byråkratiseringen och för en förändrad politik. Han betraktade också Sovjetunionen som en arbetarstat som trots sin "byråkratiska missbildning" var värd att försvara.
Vid de tyska valen i september 1930 fick Hitlers nazistparti 6,6 miljoner röster. Trotskij hade redan tidigare förgäves få Komintern och de tyska kommunist- och socialistledarna att inse vilket hot nazismen innebar. Han manade till enhetsfront tillsammans med socialdemokraterna men Kominterns ledning höll fast vid politiken att socialdemokratin var den viktigaste fienden.
Efter Hitlers valseger försökte Trotskij få socialister och kommunister att förbereda sig för ett inbördeskrig, som han menade skulle kunna stoppa Hitler innan han makt blivit övermäktig och avvärja ett mycket större krig. Han menade att de socialdemokratiska och kommunistiska partierna och deras fackföreningar skulle erkänna sina meningsmotsättningar men agera tillsammans - "marschera åtskilda men slå till unisont". Komintern och det tyska kommunistpartiets ledare fördömde Trotskijs maningar som kontrarevolutionär propaganda. 1931 genomdrev Hitler och Goebbels en folkomröstning för att störta den socialdemokratiska delstatsregeringen i Preussen. När socialdemokraterna inte godtog kommunisternas villkor för stöd ställde kommunisterna upp i valet med paroller som att störta regeringen, i ordalag nästan identiska med nazisternas. Kommunisternas argument blev allt mer nationalistiska. Trotskij å sin sida pekade på hotet mot Sovjetunionen och förutsåg att om fascismen skulle segra i Tyskland så skulle nästa steg vara ett krig mot Sovjetunionen.
Först efter Hitlers maktövertagande i Tyskland i januari 1933 talade de socialdemokratiska och kommunistiska ledarna om att bilda en enhetsfront för att bekämpa honom, men detta var inte längre möjligt. I en artikel med rubriken "Det tyska proletariatets tragedi" avsvor sig Trotskij sin lojalitet med Tredje internationalen och öppnade för att det nu krävdes en ny kommunistisk international. Han uppmanade också västmakterna att alliera sig med Sovjetunionen inför det krig som han såg att Hitler förberedde, men lyckades inte få något gehör för detta.

#### I Västeuropa 1933–1937
1933 lyckades Trotskij och hans hustru få uppehållstillstånd i Frankrike och flyttade dit i hopp om att komma närmare de politiska händelsernas centrum och slippa isoleringen i Turkiet. Resultatet blev det motsatta. Trotskij tvingades leva incognito och de hade inget eget hem utan tvingades flytta runt i landet. Han var hotad och eftersökt både av franska fascister och av sovjetiska agenter och kunde varken ta emot besök eller upprätthålla sin tidigare effektiva korrespondens. Deras ekonomi försämrades drastiskt. Våren 1935 sökte de asyl i Norge och flyttade dit i juni. Där skrev han boken Den förrådda revolutionen som analyserar Sovjetunionens urartning och manar till en politisk revolution mot det styrande byråkratiserade kommunistpartiet.
I Norge välkomnades Trotskij av den socialdemokratiske justitieministern Trygve Lie, och han och hans fru fick bo hemma hos en socialdemokratisk redaktör och hans stora familj. Han hade förbundit sig att inte agera politiskt, men på ministerns uppmaning gav han ändå intervjuer och umgicks med stortingsmedlemmar och journalister. I augusti fick han bud om att Stalin anklagat honom för terroristisk konspiration och att Kamenev, Zinovjev och ett antal andra var dömda till döden i den första Moskvarättegången. Stalin begärde honom utlämnad och hans asyl förvandlades till husarrest. Han fick besked om att han brutit mot sina asylvillkor och fick ingen möjlighet att försvara sig, varken mot detta eller mot Stalins anklagelser. I flera månader förvägrades han nästan all kontakt med omvärlden.Trygve Lie vågade varken motsätta sig Stalins krav eller försvara Trotskij. Trotskijs utländska vänner lyckades få Mexiko att bevilja honom asyl och i december skickades han och hans hustru iväg med en lastbåt tillsammans med eskorterade polismän.

#### Stalins massutrensningar och Moskvarättegångarna
Rättegången 1936 mot Kamenev, Zinovjej och fjorton andra var den första av de skenprocesser som kallas Moskvarättegångarna. De åtalade anklagades för förräderi, terrorism och mordförsök mot Stalin. De påstods ha samarbetat med Gestapo och kallades "kapitalismens galna hundar". Den huvudansvarige för deras brott påstods vara Trotskij. De åtalade avtvingades bekännelser där de förklarade att de var förrädare och att de tillsammans med Trotskij hade tjänat fascismen och organiserat kontrarevolutionen mot socialismen. De dömdes och sköts direkt efter rättegången.
Den första Moskvarättegången följdes av flera, där mångåriga kommunister anklagades för konspiration och kontrarevolutionär verksam, dömdes efter att ha uttalat förnedrande bekännelser och avrättades. En av de sista som dömdes och avrättades var Bucharin, som enligt anklagelsen ingick i ett block bestående av bland annat trotskister och borgerliga kontrarevolutionärer. Rättegångarna genomfördes helt öppet och "bekännelserna" utnyttjades som propaganda för Stalinregimens vaksamhet och styrka. I det fördolda dödades och deporterade dessutom tusentals andra partimedlemmar och officerare. Av de 24 personer som varit medlemmar i bolsjevikernas centralkommitté år 1917 var bara Stalin, Trotskij och Kollontaj kvar i livet efter dessa utrensningar.
Trotskij fick information om den första Moskvarättegången medan han var i Norge, och han isolerades då snabbt från nästan all kommunikation med omvärlden. Efter att han 1937 kommit till Mexiko arbetade han för att sprida information och skapa opinion mot utrensningarna och skenprocesserna, men med mycket dåligt gensvar.Trotskijs son Ljova var liksom Trotskij en av de huvudanklagade vid Moskvarättegångarna. Medan Trotskij satt internerad i Norge levde sonen i Paris och tog på sig att driva den första offentliga kampanjen mot Moskvarättegången. Han publicerade en "Rödbok" där han beskrev processen och dess självmotsägelser och tolkade Zinovjevs och Kamenevs underdåniga bekännelser som ironiskt formulerade budskap om att hela processen var en lögn och ett makabert skådespel.
Utrensningarna mot faktiska eller påstådda trotskister i Sovjetunionen fick den paradoxala följden att den trotskistiska rörelsen växte. De trotskister som länge hållits i fängelser eller läger fick sällskap av nydeporterade som var beredda att kämpa mot Stalin och för sina rättigheter. Trotskister i lägren organiserade strejker och hungerstrejker för bättre villkor och till åminnelse av sina dödade kamrater och ledare. Säkerhetspolisen svarade med att systematiskt döda alla de antistalinistiska bolsjeviker som fanns i lägren i vad som Isaac Deutscher kallar "ett politiskt folkmord". Till skillnad från Moskvarättegångarna blev detta blodbad inte känt förrän många år senare.
Stalin skickade agenter för att infiltrera den trotskistiska rörelsen i Europa. En av dem var en exilryss som gick under namnet Étienne och lyckades bli vän och förtrogen med Ljova och ingick i de franska trotskisternas innersta krets. Därigenom fick han tillgång till information som gjorde att Stalins andra agenter kunde komma åt trotskister och avhoppare från de egna leden.Trotskisterna i Frankrike drog slutsatsen att det fanns en provokatör bland med men förstod inte vem det var, och situationen spred förvirring bland dem. Étienne avslöjades inte utan kom att bidra till att Ljova blev mördad. Efter Ljovas död övertog Étienne hans uppgifter som Trotskijs närmaste kontakt i Frankrike och när Fjärde internationalen grundades 1938 medverkade han som representant för den ryska sektionen.

#### I Mexiko 1937–1940
I januari 1937 anlände Trotskij och hans hustru till Mexico. Presidenten Lázaro Cárdenas var en vänsterman som uttryckte revolutionär solidaritet med Trotskij och förklarade att han var inbjuden till Mexiko som regeringens gäst. Detta skapade problem, eftersom det mexikanska arbetarförbund han var beroende av var starkt dominerat av stalinister. Trotskij och Sedova flyttade in hos konstnärerna Diego Rivera och Frida Kahlo. Rivera var muralmålare och en stor beundrare av Trotskij som han redan hade avbildats om en av klasskampens förgrundsgestalter i en ifrågasatt målning i Rockefeller Center i New York. Trotskij å sin sida hade länge beundrat Riveras konst. Trotskij blev omedelbart hotad från Moskva och av lokala stalinister, och huset bevakades både av regeringen vaktposter och amerikanska trotskister som kommit för att arbeta tillsammans med Trotskij.
Den andra Moskvarättegången började strax efter Trotskijs ankomst till Mexiko. Liksom i den första var han huvudanklagad i sin frånvaro, och de övriga åtalade anklagades för att ha konspirerat tillsammans med honom.Trotskij utmanade Stalin att försöka få honom utlämnad från Mexiko så att han skulle kunna medverka vid rättegången, och han uppmanade också Nationernas förbund att låta hans sak undersökas av den nyinstiftade kommissionen för studiet av terrorism. Inget av detta blev hörsammat. Trotskij ville få till stånd en moträttegång som skulle avslöja anklagelserna enorma orimlighet och påverka den internationella arbetarrörelsen. Han ansträngde sig för att i detalj bemöta alla anklagelser och pressade sin son Ljova hårt för att få fram alla uppgifter. När Ljova sökte stöd för en moträttegång fick han endast halvhjärtade avståndstaganden mot utrensningarna från Andra internationalens och Fackföreningsinternationalens ledningar. Trotskijs anhängare sökte då stöd hos framstående vänsterintellektuella, men även det med svagt resultat.
I några länder bildades dock kommittéer till Trotskijs försvar, och i mars bildade de amerikanska, engelska, franska och tjeckoslovakiska kommittéerna en gemensam undersökningskommission. Den leddes av den amerikanske filosofen John Dewey som var känd för sin positiva inställning till Sovjetunionen. Andra medlemmar var kända politiker, journalister och vetenskapsmän från olika länder. Endast en kände Trotskij från tidigare, och flera var uttryckligen hans politiska motståndare. Kommissionen genomförde en moträttegång där de korsförhörde Trotskij enligt amerikansk domstolspraxis inför ungefär femtio åhörare. I sitt slutliga utlåtande fastslog de att Moskvarättegångarna 1936 och 1937 var komplotter och förklarade Trotskij och sonen Lev Sedov icke skyldiga. Uttalandet väckte viss uppmärksamhet i USA, men inte i Europa.
Samtidigt hade Trotskij och hans tankar en viss framgång bland amerikanska vänsterintellektuella som hade närmat sig kommunismen under påverkan av depressionen och nazismens framgångar men tog avstånd från Moskvarättegångarna och opportunismen hos det Moskvatrogna amerikanska kommunistpartiet. Tidningen Partisan Review blev centrum för en "litterär trotskism" som publicerade André Bretons och Diego Riveras trotskistiska manifest mot totalitära försök att styra litteraturen och konsten. Trotskij, med sitt djärva språk och utmanande idéer. sågs som en inspirerande förebild. Men snart förvandlades de intellektuellas uppror mot stalinismen till en kritik av marxismen och den bolsjevikiska revolutionen och många av Trotskijs bundsförvanter vände sig mot honom och såg honom som likställd med Stalin. En del av brytningen gällde Kronstadtupproret 1921, som hade krossats av den bolsjevikstödda staten med Trotskij som ytterst ansvarig. Kritikerna menade att detta var det första steget i den ryska revolutionens urartning till stalinism. Som ett svar på kritiken skrev Trotskij essän Deras moral och vår där han hävdade att stalinismen inte var ett resultat av revolutionen och bolsjevismen utan tvärtom uppstod för att alltför mycket fanns kvar av det gamla samhället.
I slutet av 1938 skedde en plötslig brytning mellan Trotskij och hans vän Diego Rivera, som generöst hade upplåtit sitt hem för Trotskij och hans verksamhet.. I den allmänt antistalinistiska stämningen anklagade Rivera presidenten Cardenas för att vara "stalinisternas medbrottsling" och stödde i stället en högergeneral i det kommande presidentvalet. Efter att ha försökt tala vännen tillrätta gjorde Trotskij ett offentligt uttalande där han beklagade Riveras inställning i presidentkampanjen och förklarade att han inte längre kunde känna moralisk solidaritet med honom eller ta emot hans gästfrihet. Samtidigt uttryckte han sin fortsatta beundran för Rivera som konstnär. Trotskij och hans fru flyttade till ett annat hus i utkanten av Coyoacan. De var ständigt hotade av stalinister och tvingades skydda huset med barrikader av sandsäckar och bygga ett vakttorn vis infartsgrinden. De skyddades dag och natt av poliser på gatan utanför, och inne i huset turades Trotskijs anhängare och medhjälpare om att hålla vakt. Till huset kom en mängd besökare från hela världen för att diskutera politik, kultur och samhällsfrågor. Trotskijs livvakter tillät honom knappt att gå utanför huset, och när han och hustrun gjorde bilutflykter till landsbygden måste det göras i största hemlighet och med livvaktsskydd.
I augusti 1939 slöts Molotov-Ribbentrop-pakten mellan Stalins Sovjetunionen och Hitlers Tyskland. "Medan Hitler genomför sina krigsoperationer uppträder Stalin som hans intendent" skrev Trotskij en av de första krigsdagarna. När Frankrike kapitulerat och nästan hela Europa erövrats av Hitler angrep han Stalin och Komintern för deras del i katastrofen. De hade, menade Trotskij, lurat och demoraliserat arbetarklassen i Frankrike genom att utlova en demokratisk allians i form av en folkfront, och sedan plötsligt byta sida och alliera sig med Hitler. Han förutsåg att Hitler snart skulle vända sig mot Sovjetunionen. Men till och med i denna situation hävdade Trotskij att Sovjetunionen var en arbetarstat som måste försvaras mot alla kapitalistiska fiender, oavsett om de var fascistiska eller demokratiska. För detta fick han mycket kritik, både från motståndare och från dem som tidigare stött honom. Frågan ställdes på sin spets när Trotskij försvarade Sovjetunionens angreppet på Finland såsom nödvändigt för att skydda Sovjetunionens flank mot ett kommande tyskt angrepp. Tidigare anhängare uttryckte att Trotskij blivit Stalins talesman och att de inte ville kämpa på GPU:s (sovjetiska säkerhetstjänstens) sida för kontrarevolutionens bevarande i Kreml.

#### En ny international

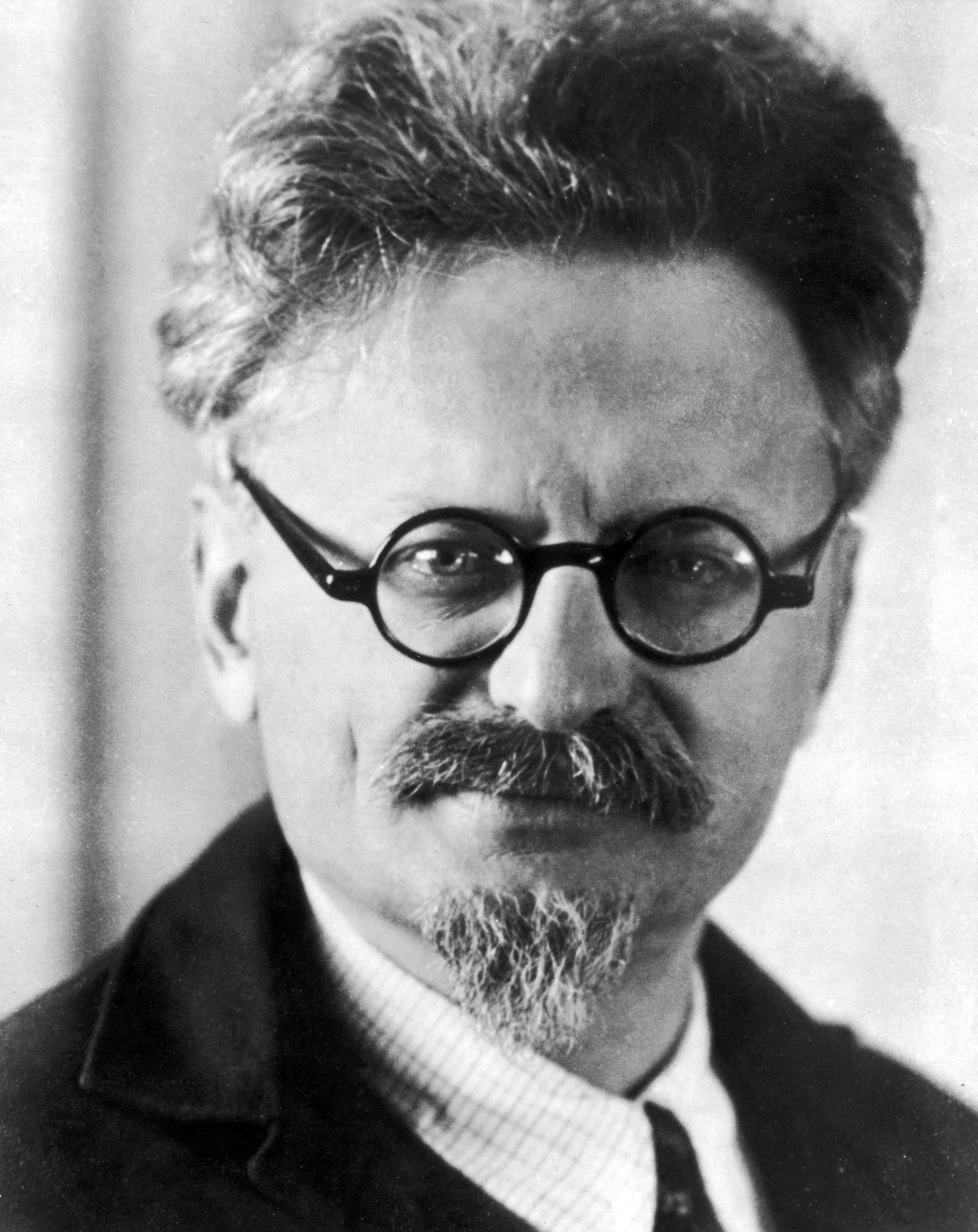
Trotskij på 1930-talet.

Den nya international som Trotskij talat om 1933 tog tid att organisera. 1934 rekommenderade Trotskij sina franska anhängare att gå in i socialistpartiet för att "spränga reformismen inom dess egna murar", en politisk taktik som sedan tillämpades även av andra trotskistiska grupper och har blivit känd som entrism. Sommaren 1938 grundades Fjärde internationalen vid ett möte i Paris. Deltagare var tjugoen delegater med anspråk på att representera trotskistiska organisationer i elva länder. Trotskij själv var inte närvarande men hade skrivit ett antal dokument och resolutioner inför mötet, bland annat Övergångsprogrammet.
Den nya internationalen konstituerades under en enda dags möte, som hölls i största hemlighet för att inte dra till sig uppmärksamhet från Stalins säkerhetstjänst. Detta skulle visa sig fruktlöst eftersom stalinagenten Éteinne deltog som representant för den ryska sektionen. De ingående sektionerna var små grupper om vardera några tiotal eller högst hundra aktiva medlemmar. På grund av trycket från både stalinismen och den europeiska fascismen hade alla haft mycket begränsad handlingsfrihet under de senaste åren, och ingen av dem hade haft förberedande diskussioner och beslut om de dokument som skulle antas. De polska delegaterna menade att det var meningslöst att försöka bilda en ny international i ett läge då arbetarrörelsen som helhet var tvingad till reträtt. De övriga trodde liksom Trotskij att Fjärde internationalen inom kort skulle få stor betydelse, och beslutet att bilda internationalen togs med stor majoritet.
Polackerna skulle visa sig får rätt. De trotskistiska gruppernas inflytande var i stort sett obefintligt, och de hade mycket små möjligheter att växa. Den trotskistiska gruppen i Sovjetunionen hade utplånats. I de tyskdominerade länderna var det omöjligt att bedriva någon verksamhet och i Frankrike och Spanien var vänstern vacklande eller moraliskt besegrad. Trots revolutionär jäsning i Asien hade Trotskijs idéer inte fått stort gehör, med Ceylon som det enda undantaget. Det enda land där trotskismen fick mer märkbar betydelse var USA, men trots Trotskijs aktiva stöd lyckade inte heller den gruppen, Socialist Workers Party, få något nämnvärt stöd inom arbetarklassen.
Efter utbrottet av andra världskriget splittrades internationalens amerikanska sektion i en majoritetsgrupp som ledd av James P. Cannon stödde Trotskijs linje att trots all kritik försvara Sovjetunionen, och en minoritetsgrupp som motsatte sig detta. Minoriteten bröt sig ut och bildade ett eget parti, och snart därefter splittrades även detta i två, ledda av James Burnham respektive Max Shachtman. Brytningen innebar att den redan kraftlösa Fjärde internationalen försvagades ytterligare. Trotskijs brev och andra bidrag till denna debatt publicerades postumt i boken Till marxismens försvar.

#### Mordet på Trotskij
Under sitt sista levnadsår var Trotskij sjuk och svag och skrev sitt testamente: "Jag dör som proletär revolutionär, marxist, dialektisk materialist och därmed också som oförsonlig ateist. Min tro på mänsklighetens kommunistiska framtid är inte mindre stark idag, utan tvärtom fastare än när jag var ung.". Den 24 maj 1940 överlevde han en väpnad attack i sitt hus. Säkerheten i huset höjdes ytterligare, men Soverunionens agent Ramón Mercader lyckades, genom en kvinnlig sekreterare, komma i kontakt med Trotskij, och slutade att visiteras. Den 20 augusti 1940 tog Mercader med sig en isyxa, som han högg i Trotskijs huvud. Trotskij skadades, bråk uppstod och livvakterna störtade in för att döda Mercader. De stoppades av Trotskij med orden "Döda honom inte! Han måste tvingas att tala." Dagen därpå avled Trotskij på sjukhus. Mercader fängslades i Mexiko i tjugo år. Stalin belönade honom med orden Sovjetunionens hjälte, som han fick motta i efterhand när han efter frigivningen flyttade till Moskva 1961.
Trotskijs hus i Coyoacán finns (2024) bevarat och är museum.

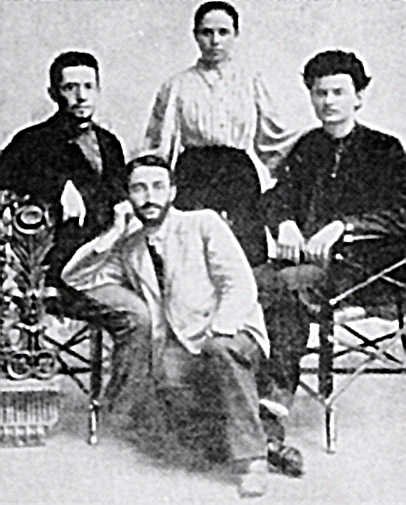
Trotskijs första fru Aleksandra Sokolovskaya med sin bror (vänster), Trotskij (höger), Dr Ziv (längst ner) 1897

## Trotskijs familj efter förvisningen
När Trotskij förvisades från Ryssland splittrades hans familj, och hans svårigheter att få pass och visum drabbade även dem. Hans äldsta dotter Zina kom till honom och styvmodern på Prinkipo. Stalin tillät henna bara att ta med ett av sina barn, den lille sonen Seva. Dottern, som var sex eller sju år gammal, stannade kvar i Ryssland med sin mormor, Trotskijs första fru. Zina var både fysiskt och psykiskt sjuk efter att hennes man deporterats till Sibirien och hennes syster Nina dött. På Trotskijs inrådan reste hon till Berlin för att få vård. När hon var där berövades Trotskij och hela hans familj sitt sovjetiska medborgarskap och förbjöds att återvända till Ryssland. Zina förlorade möjligheten att återse sin man, sina barn och sina föräldrar. Hon begick självmord 1933.
Trotskijs första fru, Alexandra Sokolovskaja, blev kvar i Ryssland med sina döda döttrars tre små barn. Döttrarnas makar, som varit deporterade sedan 1928 fick sina domar förlängda utan rättegång när Stalin på allvar började förfölja trotskister efter mordet på Kirov i december 1934. Sokolovskaja, som då var över sextio, förvisades till en avlägsen ort och de tre barnen inkvarterades hos Sokolovskajas syster och gick en okänd framtid till mötes.
Trotskijs äldsta son Lev Sedov (Ljova) följde som 22-åring med sina föräldrar i landsflykten. Kvar i Ryssland fanns hans fru och lilla barn som han aldrig skulle återse. Under de första åren i Turkiet var han sin fars närmaste medarbetare. 1931 reste han till Tyskland för att fungera som Trotskijs kontaktlänk i Västeuropa och för att studera fysik och matematik. 1933 flydde han till Frankrike, fortsatte att arbeta som Trotskijs europeiska assistent, gav ut tidningen Bulletin och bidrog till arbetet med faderns böcker. Vid den första Moskvarättegången 1936 anklagades han liksom sin far för att ha planerat terroristisk verksamhet och häktades i sin frånvaro. Arbetet med att försöka bemöta anklagelserna ledde till slitningar mellan far och son, när Ljova inte lyckades få fram information i den takt som Trotskij förväntade sig. 1937 gick Ljova offentlig ut med att han var vid god hälsa och om han plötsligt skulle dö så skulle världen veta att han mördat av stalinister. I februari 1938 blev han sjuk och dog på sjukhuset. Senare har det bekräftats att han blev mördad av den sovjetiska säkerhetstjänsten.
Den yngre sonen Sergej var inte politiskt engagerad och hade valt att inte följa med sina föräldrar i exil. 1934 var han forskare och lärare vid universitetet i Moskva. När Stalin samma år påbörjade sin öppna förföljelse av trotskister försvann han. Familjen fick ingen information om vad som hade hänt men befarade att han tillfångatagits på Stalins order, enbart för att han var Trotskijs son. Senare fick de reda på att han 1936 hade pressats av tjekan att ta avstånd från sin far, och dömts till fem års straffarbete när han vägrade. Det sista hans familj fick veta var att han deltog i en hungerstrejk. Han kom aldrig tillbaka och antas ha dött i fångenskap 1938.
Zinas son Seva uppfostrades efter moderns död av sin morbror Lev Sedov och hans franska fru. När Lev mördats blev Trotskij Sevas förmyndare och han flyttade som trettonåring till morföräldrarna i Mexiko där han blev vittne till mordet på morfadern. År 2006 var Seva fortfarande i livet.
Trotskijs hustru Nataila Sedova följde honom i hans påtvingat kringflackande liv. Hon var inte politiskt aktiv utan tog på sig uppgiften att ge trygghet och värme och att via brev hålla ihop den splittrade familjen. Efter Trotskijs död bodde hon kvar i deras hem i Mexiko och levde i ytterligare tjugo år.

## Politisk teori

### Politikern Trotskij
Trotskij var en skicklig och produktiv skribent och en engagerande talare. Han hade förmågan att nå fram till människor med helt olika bildningsbakgrund och politisk skolning. Han var intresserad av litteratur och konst och behärskade ett flertal språk, och han hade en mycket mera europeisk framtoning än de flesta andra ryska socialister. Enligt hans levnadstecknare Isaac Deutscher tenderade han att bli överpolemisk i frågor som engagerade honom på det personliga planet, något som ibland drev fram och förvärrade konflikter med andra revolutionärer. 
En fråga som sysselsatte honom hela livet var motsättningen mellan å ena sidan ett effektivt revolutionärt ledarskap inom ett parti och senare en stat, och å andra sidan ett demokratiskt funktionssätt som inkluderade även dem som inte delade ledningens uppfattning. Andra och delvis sammanfallande frågor gällde förhållandet mellan arbetarklassen och de övriga klasser och grupper som med nödvändighet måste vara dess allierade - bönderna, armén och den progressiva intelligentian. Trotskij var också övertygad internationalist och menade att en socialistisk revolution i ett land kunde inspirera och stötta revolutionen i andra länder och att det inte var möjligt att bygga ett socialistisk samhälle inom ett land.

### Revolutionens klasskaraktär
Trotskij föddes i en tid då den revolutionära narodnikrörelsen, främst bestående av unga studenter, förgäves försökte få den fattiga bondeklassen att resa sig mot tsardömet. När han som 17-åring började intressera sig för politik stödde han först narodikernas idé om den agrara revolutionen men anslöt sig snart i stället till Marx syn på arbetarklassen som den avgörande kraften i en kommande samhällsomvälvning. Under sin förvisning till Sibirien propagerade han kraftfullt för behovet av ett sammanhållet arbetarparti med en centraliserad ledning.
Liksom Lenin såg Trotskij en progressiv intelligentia som viktig för att kunna leda en socialistisk revolution. Men den avgörande aktören och maktfaktorn var städernas industriella arbetarklass. I en skrift som han skrev 1904 trycker han på generalstrejken som handlingsplan. Men för att kunna avgöra striden mot tsardömet behövde arbetarklassen stöd av bönderna och det var därför nödvändigt att snarast agitera även bland bönderna. Han såg inte på bönderna eller andra småföretagare som en självständig revolutionär styrka utan som allierade i en arbetarledd revolution. Innan oktoberrevolutionen såg han framför sig en proletär revolution där "det regerande proletariatet kommer att framträda för bondeklassen som dess befriare". Även de lägre delarna av medelklassen såg Trotskij som allierade, men denna klass var i Ryssland mycket liten. Det var också viktigt att skapa sympati och stöd hos arméns soldater, så att de inte skulle kunna vändas mot de upproriska arbetarna och bönderna utan i stället agera på deras sida.
Denna betoning av arbetarklassens ledande roll i en socialistisk samhällsomvandling behöll Trotskij hela sitt liv. Det "övergångsprogram" som han skrev 1938 inför bildandet av Fjärde internationalen var till stor del inriktat på fackföreningskamp, han såg städerna som klasskampens viktigaste fästen och han misstrodde den revolutionära potentialen hos de bondearméer som leddes av Mao Zedong i Kina.

### Revolutionen 1905
Revolutionen 1905 startade inte på initiativ av det socialdemokratiska partiet, och av de ledande socialdemokraterna i exil var det endast Trotskij som direkt tog sig till Ryssland för att delta. Utbrottet av ett faktiskt uppror tvingade fram andra diskussioner än de som gällde partiets interna arbete. Lenin och Parvus förespråkade ett väpnat uppror, men Trotskij såg detta som en omöjlighet eftersom arbetarklassen inte var beväpnad. Ett väpnat uppror förutsatte att arméns soldater skulle vända sig mot sina officerare och i stället stödja proletariatet och förse dem med vapen. Någon sådan medvetenhet fanns inte hos soldaterna, som till största delen var bönder.
Trotskij och Lenin ansåg att målet för revolutionen skulle vara arbetarstyre och socialism, medan mensjevikerna föreställde sig period av borgerlig demokrati ledd av medelklassen innan arbetarklassen skulle vara stark nog för att ta makten. Mot detta argumenterade Trotskij att medelklassen visserligen drabbades av enväldet men att den var mera rädd för revolutionen än den var för tsaren. "För proletariatet är demokratin under alla omständigheter en politisk nödvändighet, för den kapitalistiska bourgeoisien är den under vissa omständigheter en politisk oundviklighet."
När Petersburgssovjeten bildades var de socialistiska grupperna och partierna inte överens om hur de såg på den. Mensjevikerna och socialrevolutionärerna skickade omedelbart dit sina representanter, medan bolsjevikerna inledningsvis såg den som en konkurrent till partiet och krävde att sovjeten på förhand skulle acceptera partiet som ledare.Trotskij hävdade att inget parti eller grupp kunde göra anspråk på att vara den enda ledande. Sovjeten borde representera alla uppfattningar inom arbetarklassen.
Trotskji ledde sovjeten under dess femtio dagar och agiterade hela tiden för arbetarnas självständiga kamp. Samtidigt såg han att det inte fanns några objektiva förutsättningar att faktiskt störta tsarväldet. Han argumenterade därför emot direkta konfrontationer och uppmanade arbetarna att avvakta och bygga sin styrka. Självorganiseringen och erfarenheten av gemensam kamp var värdefulla erfarenheter inför framtiden. När han föreslog sovjeten att sluta försöka genomtvinga åttatimmarsdagen sade Trotskij: "Vi har inte vunnit åttatimmarsdagen för arbetarklassen men vi har lyckats vinna arbetarklassen för åttatimmarsdagen." Trotskijs levnadstecknare Isaac Deutscher konstaterar på samma sätt att Trotskijs öde 1905 inte var att vinna det proletära upproret men att vinna proletariatet för ett uppror.

### Den permanenta revolutionen
Huvuddragen i Trotskijs politiska uppfattning och analys sammanfattas i teorin om den permanenta revolutionen.Teorin byggde på Marx men ifrågasatte den gängse marxistiska uppfattningen att det krävdes en period av kapitalistisk tillväxt innan en revolutionär socialism skulle kunna ta makten och börja skapa ett jämlikt samhälle. Den första versionen av teorin utarbetades tillsammans med Alexander Parvus, en rysk marxist som bodde i München och som Trotskij samarbetade med sedan han 1904 brutit med mensjevikerna. Den formulerades vidare när Trotskij satt fängslad efter revolutionen 1905 och publicerades 1906 som en del av skriften Resultat och utsikter. Skriften konfiskerades av polisen nästan direkt efter utgivningen och återutgavs först 1919. Därigenom fick den ingen större betydelse för socialismens teori och praktik under perioden fram till revolutionen 1917. Samma teori publicerades 1930 i mera utförlig form, varifrån nedanstående citat är hämtade. 
Trotskij vände sig mot tanken att en socialistisk revolution måste föregås av en period av borgerlig demokrati och menade i stället att "för de efterblivna länderna går vägen till demokrati via proletariatets diktatur./.../ Mellan den demokratiska revolutionen och den socialistiska uppbyggnaden av samhället råder sålunda ett permanent tillstånd av revolutionär utveckling." Vidare ses den socialistiska revolutionen som permanent genom omvälvningar inom en mängd olika aspekter av samhället, vilket gör det omöjligt att uppnå ett tillstånd av jämvikt. Trotskij betonar också den socialistiska revolutionens internationella karaktär: "Internationalismen är ingen abstrakt princip utan en teoretisk och politisk återspegling av världsekonomins karaktär, av produktivkrafternas internationella utveckling och av klasskampen i världsmåttstock. Den socialistiska revolutionen inleds på en nationell bas - men den kan inte fullbordas på endast denna bas."
Trotskijs teorier bröt här med de samtida marxisternas antaganden att en socialistisk revolution skulle börja i det kapitalistiskt utvecklade Västeuropa och först senare skulle kunna sprida sig till det underutvecklade Ryssland. Han menade dock också att en rysk revolution skulle inte kunna bygga någon socialistisk ekonomi om inte även det europeiska proletariatet störtade kapitalismen och bidrog med direkt stöd till samhällsuppbyggnaden.
När Trotskij 1938 grundade Fjärde internationalen såg han framför sig att det kommande världskriget skulle följas av ett revolutionärt uppsving som skulle kunna leda till ett socialistiskt Europas Förenta Stater. Han såg USA som ett kommande centrum för marxistisk teoriutveckling och tänkte sig att den socialistiska revolutionen i väst skulle stå som exempel för de underutvecklade länderna, i synnerhet Kina, och "leda in dem i socialismens strömfåra".

### Partiorganisationen och demokratin
Vid brytningen med Lenin på socialdemokraternas kongress 1903 vände sig Trotskij mot det han såg som överdriven centralisering i Lenins planer. I boken Våra politiska uppgifter (1904) beskrev han det han såg som faran i Lenins linje: ”Partiorganisationen blir ett substitut för partiet, centralkommittén blir ett substitut för partiorganisationen och till sist kommer en diktator att bli ett substitut för centralkommittén…”. Trotskij ville dock fortfarande se ett centraliserat parti, och skillnaderna mellan hans och Lenins linje var enligt Isaac Deutscher inte så stora som Trotskijs känsloladdade polemik kunde göra sken av.
Några veckor innan oktoberrevolutionen talade Trotskij som nyvald ordförande för Petrograds sovjet, där hans bolsjevikiska parti hade majoritet: "Vi är alla partimedlemmar och mer än en gång kommer vi att råka i gräl. Men vi ska utföra Petrogradsovjetens arbete i en anda av laglydnad och full frihet för alla partier. Presidiets hand kommer aldrig att låna sig till något förtyck av en minoritet." Trots Lenins protester blev också alla partier proportionerligt representerade i sovjetens nya presidium.
Under inbördeskriget drev Trotskij linjen att förbjuda sådan opposition som riskerade att skada revolutionen och 1921 förbjöd hans parti all organiserad opposition inom sovjeten. Från detta var steget inte långt till att även förbjuda opposition inom bolsjevikpartiet. Trotskij stödde Lenin när han 1921 föreslog detta. och han stödde också en klausul som tillät centralkommittén att utesluta missdådare, oavsett hur höga partipositioner de hade. Därmed bidrog han till att lägga grunden för ett system där ett toppstyrt parti ersatte arbetarklassen, som enligt hans och partiets tankar skulle ha haft makten efter revolutionen.
När de väpnade fientligheterna mot sovjetstaten upphörde började Trotskij betona behovet av balans mellan å ena sidan partidisciplin och å andra sidan proletär demokrati. Han vände sig mot det som han såg som maktmissbruk från den byråkrati som hade skapats inom partiet. Han försvarade också de små nationernas rättigheter i förhållande till den ryskdominerade staten.
Under Lenins sjukdomstid och efter hans död 1924 gjorde Trotskij en rad kompromisser för att inte bryta mot partidisciplinen och riskera att skada revolutionen genom splittring. Han underlät att protestera mot att partidemokratin urholkades och han stödde passivt Stalins allt starkare ställning. När han 1924 blev utmanövrerad av triumviratet Stalin-Kamenev-Zinovjev accepterade han detta utan att ta strid. Först 1926 inledde han, tillsammans med de tidigare motståndarna Kamenev och Zinovjev, en öppen kamp mot maktkoncentrationen och för att partiet skulle demokratiseras. Även under denna kamp drog han sig för att bryta mot den partidisciplin som han kämpade för att demokratisera.
Efter att han blivit utesluten ur kommunistpartiet gick han ut offentligt med sin kritik av partiet och dess politik, men han gjorde det fortfarande med uppmaningen till partiets medlemmar att reformera partiet och återinföra en fri debatt och organiserade fraktioner inom partiet. Men 1933 förde han fram en ny linje. Han såg nu kommunistpartiet som omöjligt att reformera inifrån och hävdade behovet av en politisk revolution. Detta innebar att det behövdes ett nytt parti som utmanade det som hade degenererats i sin maktposition. I Den förrådda revolutionen (1936) talar han om "ett återinförande av debatträtten och en verklig valfrihet /.../ återupprättande av den sovjetiska partifriheten, i första hand för bolsjevikpartiet, och ett återupprättande av fackföreningarna". Trotskijs levnadstecknare Isaac Deutscher pekar här på ett dilemma. Den partifrihet som Trotskij förespråkar skulle gälla partier som "stod på oktoberrevolutionens grund" men Trotskij klargör inte vilka partier som skulle innefattas i detta eller hur begränsningen förhåller sig till kravet på "verklig valfrihet".

### Våld som politiskt medel
Direkt efter oktoberrevolutionen avskaffade bolsjevikerna dödsstraffet och Trotskij försäkrade, med hänvisning till Franska revolutionen, att bolsjevikerna inte hade för avsikt att införa giljotinen. Inbördeskrigets kaos fick honom att bryta det löftet. Efter ett mordförsök mot Lenin i september 1918 fick säkerhetspolisen Tjekan utökade befogenheter att agera med våld utan föregående rättslig prövning och bolsjevikerna proklamerade "röd terror" som ett sätt att försvara revolutionen. 1920 skrev Trotskij boken Kommunismen och terrorn där han förklarar och försvarar användandet av terror i det pågående inbördeskriget. "Avskräckandet är ett mäktigt medel i politiken, både i den internationella och i den inre. Kriget är lika mycket som revolutionen baserat på avskräckande. I regel förgör det segerrika kriget endast en obetydlig del av den besegrade armén; återstoden avskräckes och brytes till sin vilja. På samma sätt verkar revolutionen: den avlivar enstaka individer och injagar skräck hos tusenden. I denna bemärkelse skiljer sig den röda terrorn principiellt icke från väpnat uppror, vars direkta fortsättning den är. Den revolutionära klassens terror kan ”moraliskt” förkastas endast av den som principiellt (i ord!) nekar till varje våldsgärning överhuvud, följaktligen också till alla krig och alla uppror."
I Den permanenta revolutionen (1936) diskuterar Trotskij våldets roll i den politiska revolution som han ser som nödvändig i Stalins Sovjetunionen. "Resultatet kan inte bli fredligt /.../ den sovjetiska byråkratin kommer inte att ge sig utan strid /.../ ingen djävul har ännu frivilligt låtit sina klor bli klippta". Han betonar att en politisk revolution av detta slag inte har något att göra med terroristaktioner. "Individuell terror är ett vapen för otåliga och modlösa personer".
I Deras moral och vår (1937) förklarar Trotskij sin syn på uttrycket "ändamålet helgar medlen", som framförts som en anklagelse mot honom med hänvisning till hur bolsjevikerna krossade Kronstadtmyteriet år 1921. Där skriver han att moralregler alltid finns och tillämpas i ett sammanhang och att gärningars moraliska halt måste bedömas både efter vilka ändamål de är avsedda att tjäna och efter deras möjlighet att verkligen tjäna dessa ändamål. Han skriver att våld i alla tider har ansetts som moraliskt berättigat av den som använder det för att nå sina egna mål. Alla regeringar, även de mest "människovänliga" hävdar i krigstid att det är deras soldaters plikt att döda så många fiender som möjligt. Den marxist-leninistiska moralen styrs av ändamålet att åstadkomma och försvara en socialistisk revolution, och det ändamålet kan inte nås med vilka medel som helst. "Endast de medel är tillåtna och och nödvändiga som solidariserar och förenar de revolutionära arbetarna, som gör dem oförsonligt fientliga mot allt förtryck /.../ Alla medel är följaktligen inte tillåtna." Han försvarar sina egna beslut att ta vitgardistiska officerares familjer som gisslan under inbördeskriget, och mot bakgrund av den senare händelseutvecklingen skriver han: "Hundratusentals liv skulle ha kunnat räddas om revolutionen från början visat färre prov på överflödig storsinthet".

### Kultur och vetenskap

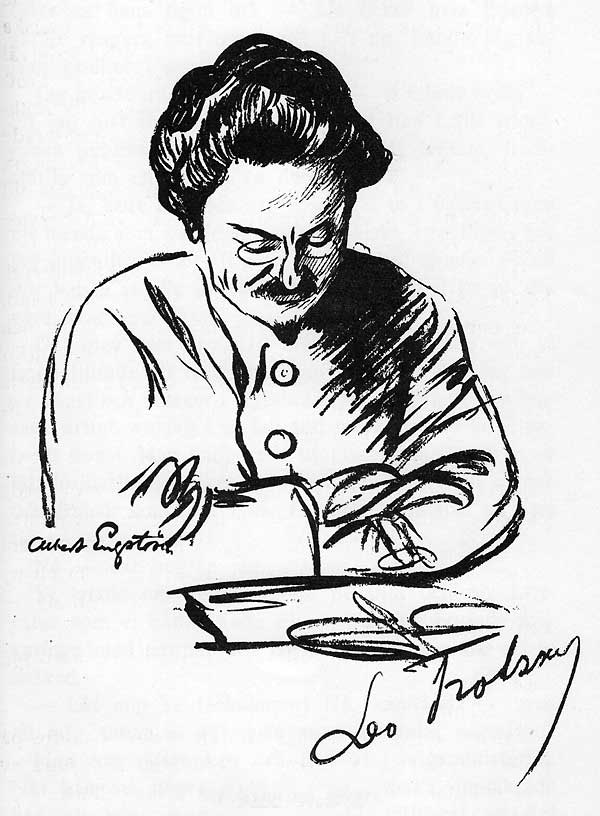
Trotskij porträtterad av Albert Engström i Moskva 1923.

Efter revolutionen fanns bland både bolsjeviker och vanliga arbetare en stark avsky mot de välutbildade yrkesmän som hade levt med privilegier och frihet i det gamla Ryssland. Men revolutionens ledare återupprättade i stället dessa personer. Trotskij var en av dem som talade varmast för detta. Han hävdade att det kulturella arv som revolutionen tagit i besittning måste bevaras, odlas och utvecklas. Den nya sovjetstaten behövde sina läkare, tekniker och vetenskapsmän, och även sina författare och konstnärer. Utan dem skulle samhället förlora den grad av civilisation som behövdes för att kunna bygga socialismen.
Efter inbördeskriget ägnade Trotskij mycket tid åt kulturella frågor. Han var landets ledande litteraturkritiker, hade täta kontakter med vetenskapsmän, journalister och andra inom "intelligentian" och motsatte sig de tendenser till påtvingad likriktning av kulturlivet som började skönjas inom partiet. År 1923 publicerade han boken Litteratur och revolution och ett antal artiklar som senare publicerades i boken Vardagslivets problem. 1938 skrev han tillsammans med den franske surrealistpoeten André Breton och den mexikanske målaren Diego Rivera ett kulturpolitiskt manifest där han hyllar kampen för den konstnärliga sanningen och för konstnärens absoluta trohet mot sig själv och tar avstånd från den "socialistiska realism" som år 1934 proklamerats som Sovjetunionens allenarådande norm för alla konstarter. "Ett verkligt revolutionärt parti kan inte och vill inte styra konsten och än mindre befalla över den".
Trotskij såg den socialistiska revolutionen som "den mänskliga personlighetens uppvaknande bland massorna". En revolution är inte värd sitt namn, skriver han, förrän den "hjälper kvinnan, som var dubbelt och tredubbelt förslavad i det förflutna, att slå in på en väg av individuella och sociala framsteg" och "gör allt för att ta hand om barnen /.../ för vilken den har genomförts". Han tog avstånd från parollerna om "proletär konst" och "proletär kultur" som lanserades efter revolutionen och krävde yttrandefrihet för alla konstnärliga och litterära skolor, åtminstone så länge den inte utnyttjades i direkt kontrarevolutionära syften. Den enskilda "proletärkonstnärens" verk kunde, menade han, vara av stort värde men konstens inriktning skulle inte styras politiskt. Han menade att arbetarklassen behövde få möjligheten att bilda sig och bygga vidare på det kulturarv som skapats under generationer. Först genom bildning var det möjligt att se vad i det gamla som var värdefullt och vad som borde förkastas.
När det gällde vetenskap hävdade han vetenskapsmannens rätt och till och med skyldighet att stå politiskt obunden i sitt arbete, samtidigt som vetenskapsmannen behövde se vetenskapens plats i samhället och ha en vid och aktuell filosofisk utblick. Trotskij presenterade och lyfte fram Freuds psykoanalytiska teori och Einsteins relativitetsteori, teorier som dock båda bannlystes under Stalintiden.

### Synen på Sovjetunionen
Oavsett vilken kritik han hade mot Sovjetunionens ledning och dess nationella och internationella politik ansåg Trotskij att Sovjetunionen var en arbetarstat. Det som avgjorde detta var, enligt hans uppfattning, att staten ägde produktionsmedlen. Detta gav en grund som en socialistisk utveckling kunde baseras på. Arbetarstaten var "byråkratisk missbildad" men det allmänna ägandet gav potential till förändring. Under sin första period i exil höll han fast vid sitt försvar av det styrande partiets maktmonopol i Sovjetunionen och menade att partiet skulle kunna reformeras inifrån. I oktober 1933 hade han dragit slutsatsen att det behövdes en ny international och kom då fram till att den marxistiska oppositionen även inom Sovjetunionen behövde bilda ett nytt parti för att störta stalinismen genom en politisk revolution. Han betraktade inte byråkratin som en ny ägarklass utan som "en elakartad utväxt på arbetarklassens kropp". Men samtidigt som sin hårdaste kritik hävdade han att alla kommunister, även de i opposition, hade en plikt att obetingat försvara Sovjetunionen mot dess borgerliga fiender.
Även när Sovjetunionen 1939 slöt en icke-angreppspakt med Hitlertyskand och därefter angrep Finland i vinterkriget hävdade Trotskij att Sovjetunionen var en arbetarstat som måste försvaras mot alla kapitalistiska fiender, oavsett om de var fascistiska eller demokratiska. Han tog också starkt avstånd från uppfattningen att Sovjetunionen var statskapitalistiskt.

### Trotskij om fascism och nazism
Trotskij såg nazismen och andra fascistiska rörelser som uttrycket för en modfälld småborgerlighet och kallade nationalsocialisterna för "det kontrarevolutionära klenmodets parti". Depressionen 1929 slog hårt mot manschettarbetare och butiksägare som dittills hade stött de traditionella borgerliga partierna och betraktat sig som den parlamentariska demokratins försvarare. Den ekonomiska krisen fick dem att misstro dessa partier. I Tyskland var de samtidigt missnöjda med hur socialdemokraterna hade styrt Weimarrepubliken och rädda för vad kommunisterna skulle göra om de fick makt. Vanligtvis var den lägre medelklassen oorganiserad och hade ingen kraft att hålla emot den storindustri som hotade att konkurrera ut dem. En sådan grupp, menade Trotskij, dras till det parti som uppvisar mest kraft att kunna utöva makt till småborgerlighetens fördel. När arbetarklassen är stark, som i Ryssland efter revolutionen 1917, kan arbetarpartierna på medelklassens stöd. Men socialdemokratin i Tyskland uppvisade ingen sådan styrka och gav inget motstånd mot den borgerlighet som hotade både småborgare och arbetare. Kommunistpartiet hade kunnat arbeta för att förmå socialdemokraterna att gemensamt bekämpa den framväxande fascismen. I stället predikade de att både socialdemokraterna och den styrande borgerliga regeringen var fascister, och sade därmed indirekt att Hitlers fascism inte kunde vara värre än den parlamentariska demokratin.
Trotskij menade att det fanns en avgörande skillnad mellan borgerlig demokrati och fascism, även om de båda var olika former av och metoder för kapitalistiskt styre. Inom den borgerliga demokratin fanns utrymme för självständiga partier och fackföreningar och för sociala kompromisser med arbetarklassen. Fascismen tolererade inget av detta utan hade som mål att krossa arbetarnas organisationer och upprätta ett totalitärt maktmonopol. För att kunna försvara och stärka sina egna organisationer måste marxister därför försvara den borgerliga demokratin.

### Trotskismen efter Trotskij
Inom Fjärde internationalen fördes efter andra världskrigets slut hårda diskussioner om bland annat entrismen som taktik och förhållningssättet till de "degenererade arbetarstaterna". År 1953 splittrades organisationen i två, som båda behöll samma namn men med olika tillägg. De leddes av Ernest Germain (Mandel) respektive Michel Pablo. Sedan dess har det skett flera splittringar och återföreningar, och 2024 finns det flera organisationer som kallar sig eller åberopar Fjärde internationalen.